# Liste der Biografien/Cur
Liste der Biografien |
Portal Biografien |
Personensuche
# |
A |
B |
C |
D |
E |
F |
G |
H |
I |
J |
K |
L |
M |
N |
O |
P |
Q |
R |
S |
T |
U |
V |
W |
X |
Y |
Z |
?
 
Ca |
Cb |
Cc |
Ce |
Ch |
Ci |
Cj |
Ck |
Cl |
Cm |
Cn |
Co |
Cr |
Cs |
Ct |
Cu |
Cv |
Cw |
Cy |
Cz
 
Cua |
Cub |
Cuc |
Cud |
Cue |
Cuf |
Cug |
Cuh |
Cui |
Cuj |
Cuk |
Cul |
Cum |
Cun |
Cuo |
Cup |
Cuq |
Cur |
Cus |
Cut |
Cuv |
Cuw |
Cux |
Cuy |
Cuz
Die Liste der Biografien führt alle Personen auf, die in der deutschsprachigen Wikipedia einen Artikel haben. Dieses ist eine Teilliste mit 543 Einträgen von Personen, deren Namen mit den Buchstaben „Cur“ beginnt.

## Cur

### Cura
- Cura Elena, Santiago del (1948–2022), spanischer Geistlicher und römisch-katholischer Theologe
- Cura, Ben (* 1988), argentinisch-britischer Film- und Theaterschauspieler, Filmemacher und MusikerBen Cura (* 1988)

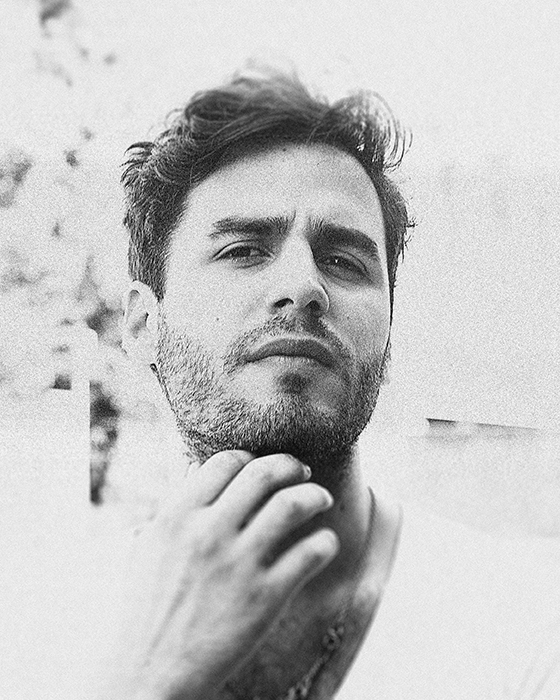
Ben Cura (* 1988)

- Cura, Domingo (1929–2004), argentinischer Perkussionist
- Cura, Franz Karl (1716–1769), bayerischer Freikorpskämpfer
- Cura, José (* 1962), argentinischer Opernsänger (Tenor)
- Curado, Elisa de Paiva (1858–1933), portugiesische Schriftstellerin, Journalistin und Feministin
- Curas, Hilmar (* 1673), deutscher Sprach- und Schreiblehrer
- Curatella, Julio (1911–1995), argentinischer Ruderer
- Curatola, Vincent (* 1953), US-amerikanischer Schauspieler und Drehbuchautor
- Curatoli, Luca (* 1994), italienischer Säbelfechter
- Curatolo, Maria (* 1963), italienische Langstreckenläuferin

### Curb
- Curb, Mike (* 1944), US-amerikanischer Musiker, Komponist, Musikverleger, Rennstallbesitzer und Politiker
- Curbach, Manfred (* 1956), deutscher Bauingenieur und Hochschullehrer
- Curbeam, Robert Lee (* 1962), amerikanischer Astronaut
- Curbelié, Philippe (* 1968), französischer römisch-katholischer Geistlicher und Dogmatiker, Kurienbischof
- Curbelo, Alejandro (* 1973), uruguayischer Fußballspieler
- Curbelo, Carlos (* 1954), französisch-uruguayischer Fußballspieler
- Curbelo, Carlos (* 1980), US-amerikanischer Politiker
- Curbelo, Gaston (* 1976), französisch-uruguayischer Fußballspieler
- Curbelo, Jorge (* 1981), deutsch-uruguayischer Fußballspieler
- Curbelo, José (1917–2012), US-amerikanischer Latin-Musiker und Bandleader
- Curbelo, Juan Ramón (* 1979), uruguayischer Fußballspieler
- Curbi (* 1998), britischer DJ
- Curbishley, Alan (* 1957), englischer Fußballspieler und -trainer

### Curc
- Curcă, George (* 1981), rumänischer Fußballspieler
- Curchod, Suzanne (1737–1794), Schweizer Schriftstellerin und die Ehefrau des französischen Finanzministers Jacques NeckerSuzanne Curchod (1737–1794)

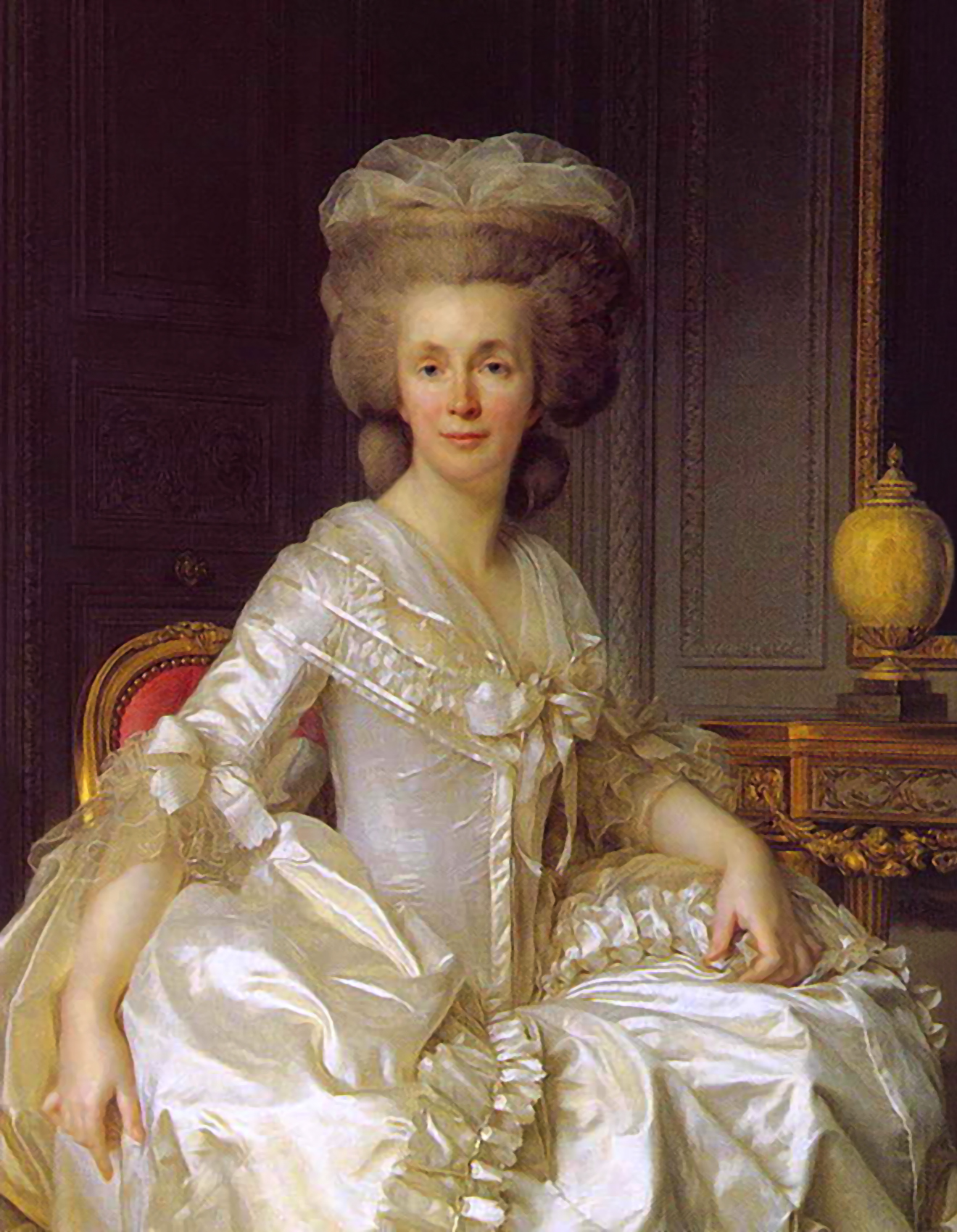
Suzanne Curchod (1737–1794)

- Curci, Alberto (1886–1973), italienischer Violinist und Komponist
- Curci, Alessio (* 2002), luxemburgischer Fußballspieler
- Curci, Gianluca (* 1985), italienischer Fußballtorwart
- Ćurčić, Božidar (1946–2015), jugoslawischer bzw. serbischer Biologe
- Curcic, Danica (* 1985), serbisch-dänische SchauspielerinDanica Curcic (* 1985)

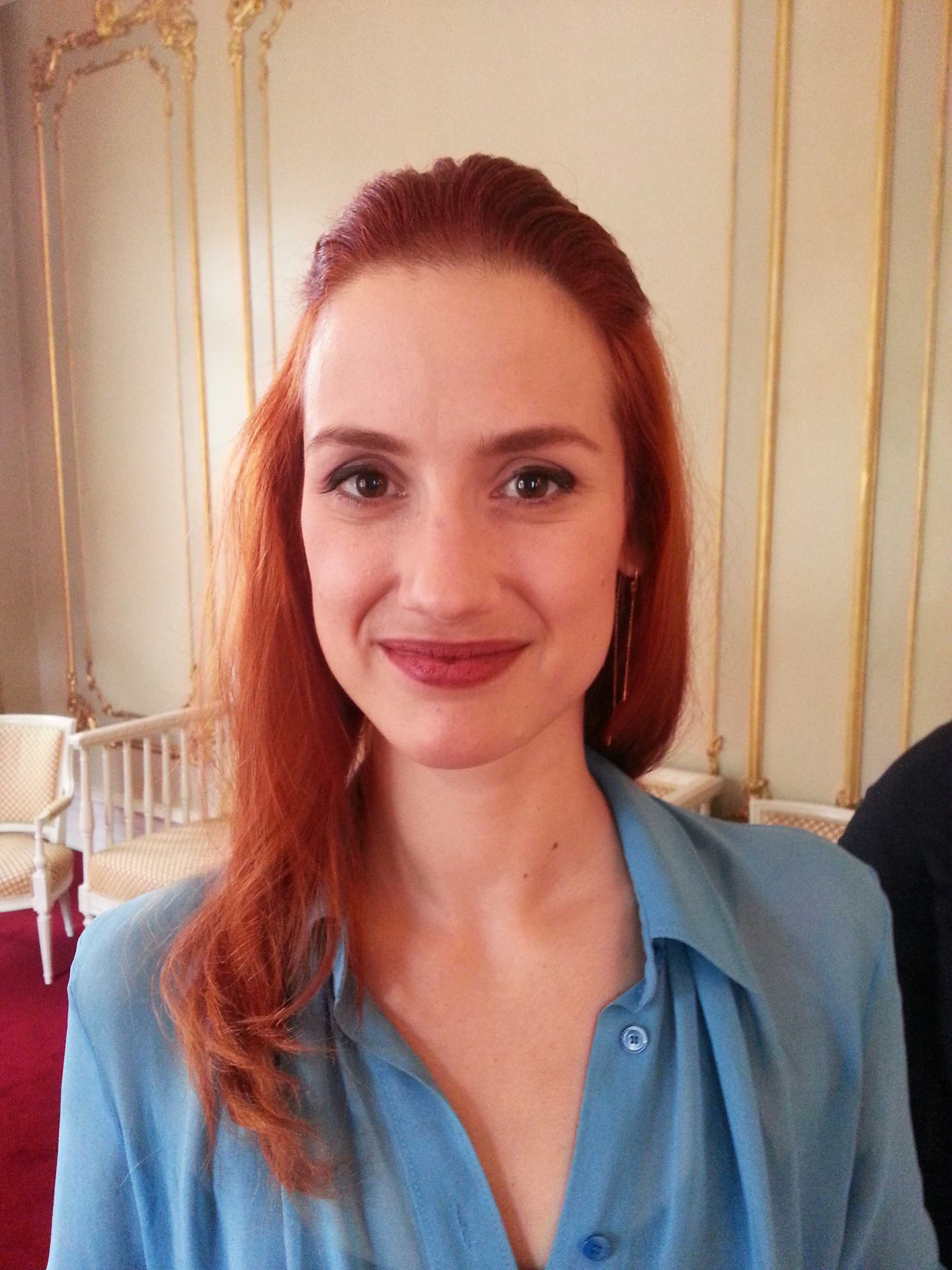
Danica Curcic (* 1985)

- Čurčić, Fehim (1866–1916), bosnischer Politiker
- Ćurčić, Radisav (* 1965), serbisch-israelischer Basketballspieler
- Ćurčić, Radovan (* 1972), serbischer Fußballspieler und -trainer
- Ćurčić, Slobodan (1940–2017), US-amerikanischer Kunsthistoriker und Byzantinist
- Ćurčija, Ljudevit (1818–1881), Ordensgeistlicher und römisch-katholischer Apostolischer Vikar von Ägypten
- Curcio, Carlo (1898–1971), italienischer Historiker und Politikwissenschaftler
- Curcio, Giuseppe (1752–1832), italienischer Komponist
- Curcio, Maria (1918–2009), italienische Pianistin und Klavierpädagogin
- Curcio, Maria Crocifissa (1877–1957), italienische römisch-katholische Ordensfrau und Ordensgründerin, Selige
- Curcio, Renato (* 1941), italienischer Ex-Terrorist, Autor und früherer Anführer der Roten Brigaden
- Curcio, Roberto (1912–1992), italienischer Moderner Fünfkämpfer

### Curd
- Čurda, Karel (1911–1947), tschechischer Widerstandskämpfer im Zweiten Weltkrieg
- Curda, Laurin (* 2001), deutscher Fußballspieler
- Curda, Piper (* 1997), US-amerikanische Schauspielerin und Sängerin
- Curdes, Gerhard (* 1933), deutscher Stadtplaner und Hochschullehrer
- Ćurdo, Darko (1944–2003), jugoslawischer Künstler, Theater- und Filmschauspieler
- Curdt, Karl (1885–1959), deutscher Politiker (SPD), MdBB
- Curdt, Lothar (1928–2005), deutscher Politiker (SPD), MdB

### Cure
- Cure, Amy (* 1992), australische Bahnradsportlerin
- Cureau de la Chambre, Marin (1594–1669), französischer Schriftsteller, Philosoph und königlicher Leibarzt
- Cureau de la Chambre, Pierre (1640–1693), französischer römisch-katholischer Geistlicher, Kanzelredner, Literat und Mitglied der Académie française
- Curel, François de (1854–1928), französischer Schriftsteller und Mitglied der Académie française
- Curellich, Marta (1878–1967), italienische Opernsängerin (Mezzosopran)
- Curély, Jean-Nicolas (1774–1827), französischer Brigadegeneral der Kavallerie
- Curet Alonso, Tite (1926–2003), puerto-ricanischer Komponist
- Cureton, Benjamin (* 1981), australischer Ruderer
- Cureton, Jamie (* 1975), englischer Fußballspieler
- Cureton, William (1808–1864), britischer Orientalist
- Cureus, Achatius († 1594), deutscher Autor und neulateinischer Lyriker
- Cureus, Joachim (1532–1573), deutscher theologischer Schriftsteller, Historiker und Mediziner

### Curf
- Curfeß, Ernst (1849–1896), deutscher Bildhauer
- Curfman, Shannon (* 1985), US-amerikanische Musikerin

### Curi
- Curi, Giandomenico (* 1946), italienischer Autor und Filmregisseur
- Curi, Ivon (1928–1995), brasilianischer Sänger, Komponist und Schauspieler
- Curi, Renato (1953–1977), italienischer Fußballspieler
- Curia, Francesco († 1608), italienischer Maler
- Curial, Philibert Jean-Baptiste (1774–1829), französischer Divisionsgeneral der Infanterie
- Curiale, Davis (* 1987), italienischer Fußballspieler
- Ćurić, Ivan (* 1964), kroatischer Geistlicher und römisch-katholischer Weihbischof in Đakovo-Osijek
- Ćurić, Mario (* 1998), kroatischer Fußballspieler
- Curicke, Georg Reinhold († 1708), Gerichtsschreiber und Autor in Danzig
- Curicke, Reinhold (1610–1667), Stadtschreiber und Historiograph in Danzig
- Curie, Daniel (1927–2000), französischer Physiker und Hochschullehrer
- Curie, Ève (1904–2007), französische Schriftstellerin, Journalistin und politische BeraterinÈve Curie (1904–2007)

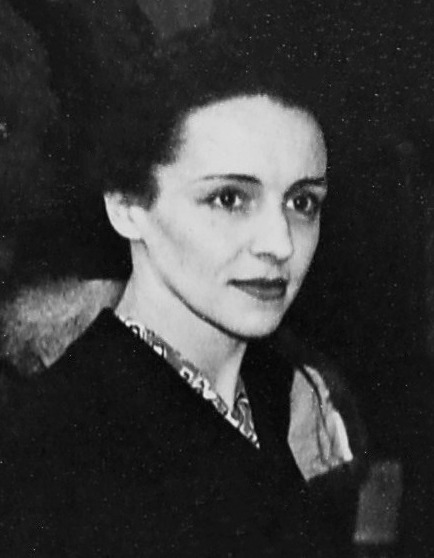
Ève Curie (1904–2007)

- Curie, Jacques (1855–1941), französischer Physiker und Hochschullehrer
- Curie, Marie (1867–1934), polnisch-französische Physikerin und Nobelpreisträgerin für Physik und ChemieMarie Curie (1867–1934)

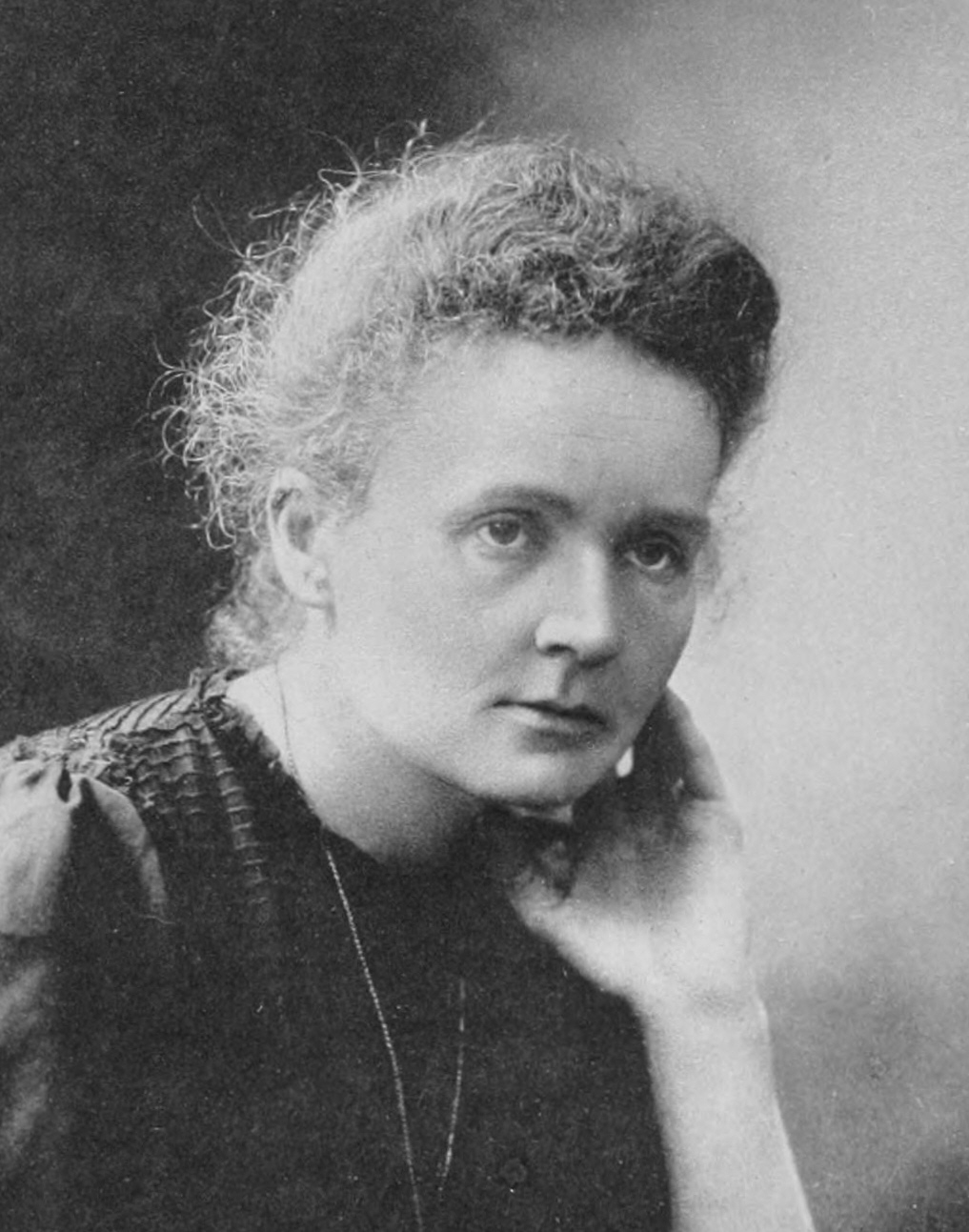
Marie Curie (1867–1934)

- Curie, Peter Friedrich (1777–1855), Theologe und Bischof der Evangelischen Brüder-Unität
- Curie, Pierre (1859–1906), französischer Physiker und Nobelpreisträger
- Curiel Herrera, Carlos Enrique (* 1960), venezolanischer Ordensgeistlicher, römisch-katholischer Bischof von Carora
- Curiel, Augusta (1873–1937), surinamesische Photographin
- Curiel, Gonzalo (1904–1958), mexikanischer Pianist und Komponist
- Curiel, Gonzalo P. (* 1953), US-amerikanischer Bundesrichter
- Curiel, Henri (1914–1978), ägyptischer Kommunist
- Curiel, Jacob (1587–1664), portugiesischer Kaufmann und Diplomat
- Curiel, Ran (* 1949), israelischer Diplomat
- Curiel, Raúl (* 1995), mexikanischer Boxer
- Curiel, Tony (1931–2009), dominikanischer Opernsänger (Bariton)
- Curien, Eugène (1868–1947), französischer römisch-katholischer Geistlicher und Bischof von La Rochelle
- Curien, Hubert (1924–2005), französischer Forschungsminister und Physiker
- Curiger, Bice (* 1948), Schweizer Kunstwissenschaftlerin und Kuratorin
- Čuřík, Jan (1924–1996), tschechoslowakischer Kameramann
- Curilla, Wolfgang (* 1942), deutscher Jurist und Politiker (SPD), MdHB
- Čurin Prapotnik, Anej (* 2003), slowenischer Sprinter
- Curinier, Léa (* 2001), französische Radrennfahrerin
- Curinier, Sylvain (* 1969), französischer Kanute
- Curio, Eberhard (1932–2020), deutscher Verhaltensforscher und Ökologe
- Curio, Gottfried (* 1960), deutscher Politiker (AfD) und Physiker, MdBGottfried Curio (* 1960)

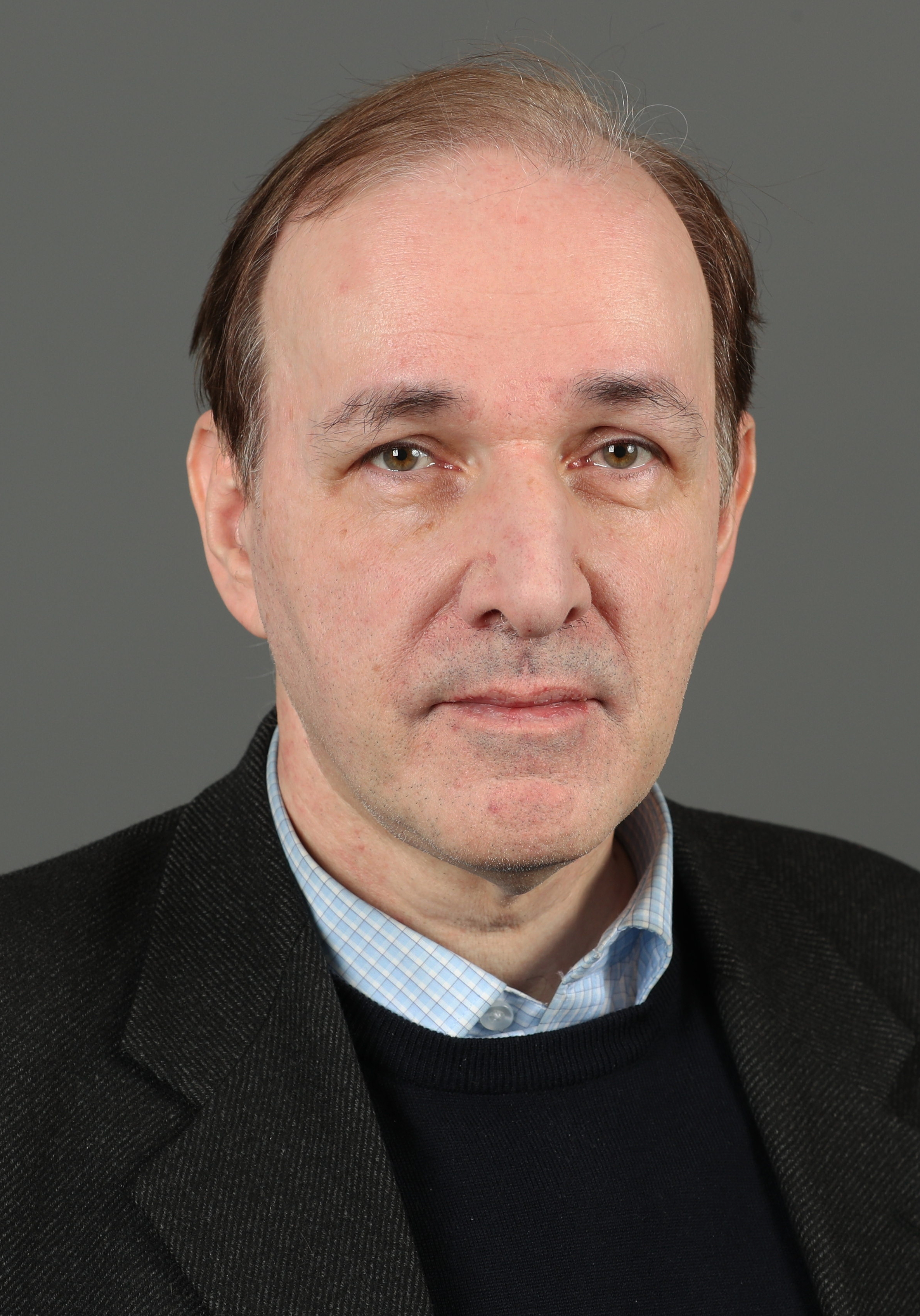
Gottfried Curio (* 1960)

- Curio, Jacob (1497–1572), deutscher Mediziner und Mathematiker
- Curio, Johann Carl Daniel (1754–1815), Hamburger Lehrer, Privatlehrer und Publizist
- Curio, Martin Friedrich († 1686), deutscher lutherischer Geistlicher
- Curio, Sabine (* 1950), deutsche Malerin und Grafikerin
- Curione, Celio Secondo (1503–1569), humanistischer Gelehrter und evangelischer Theologe italienischer Herkunft
- Curioni, Giulio (1796–1878), italienischer Geologe
- Curis, Carlo (1923–2014), italienischer Geistlicher, Erzbischof und Diplomat des Heiligen Stuhls
- Curitiba, Henrique de (1934–2008), brasilianischer Komponist polnischer Abstammung
- Curius Dentatus, Manius († 270 v. Chr.), römischer Politiker und Heerführer

### Curj
- Curjel, Hans (1896–1974), deutschschweizerischer Regisseur, Dirigent, Theaterdirektor und Journalist
- Curjel, Robert (1859–1925), deutscher Architekt

### Curk
- Ćurko, Goran (* 1968), serbischer Fußballtorhüter
- Ćurković, Danimir (* 1984), serbischer Handballspieler
- Ćurković, Ivan (* 1944), jugoslawischer Fußballspieler

### Curl
- Curl, Kamren (* 1999), US-amerikanischer Footballspieler
- Curl, Robert F. (1933–2022), US-amerikanischer Chemiker und Chemienobelpreisträger
- Curland, Otto (1886–1973), deutscher Politiker (CDU), MdL
- Curländer, Lieselore (* 1956), deutsche Kommunalpolitikerin
- Curle, Alexander Ormiston (1866–1955), schottischer Archäologe und Museumsdirektor
- Curle, John Noel Ormiston (1915–1997), britischer Botschafter
- Curle, Keith (* 1963), englischer Fußballspieler und -trainer
- Curless, Dick (1932–1995), US-amerikanischer Country-Musik-Sänger
- Curless, Trist (* 1971), US-amerikanischer Sänger
- Curletto, Mario (1935–2004), italienischer Florettfechter
- Curley, Edward W. (1873–1940), US-amerikanischer Politiker
- Curley, James Michael (1874–1958), US-amerikanischer Politiker
- Curley, Maddy (* 1981), US-amerikanische Schauspielerin
- Curley, Marianne (* 1959), australische Jugendbuchautorin
- Curley, Michael Joseph (1879–1947), irischer Geistlicher und römisch-katholischer Erzbischof von Baltimore
- Curley, Thomas (* 1976), amerikanischer Tontechniker
- Ćurlin, Ivet (* 1969), kroatische Kuratorin
- Curlin, William G. (1927–2017), US-amerikanischer Geistlicher, römisch-katholischer Bischof
- Curlin, William P. (1933–2022), US-amerikanischer Politiker
- Čurlinov, Darko (* 2000), nordmazedonischer FußballspielerDarko Čurlinov (* 2000)

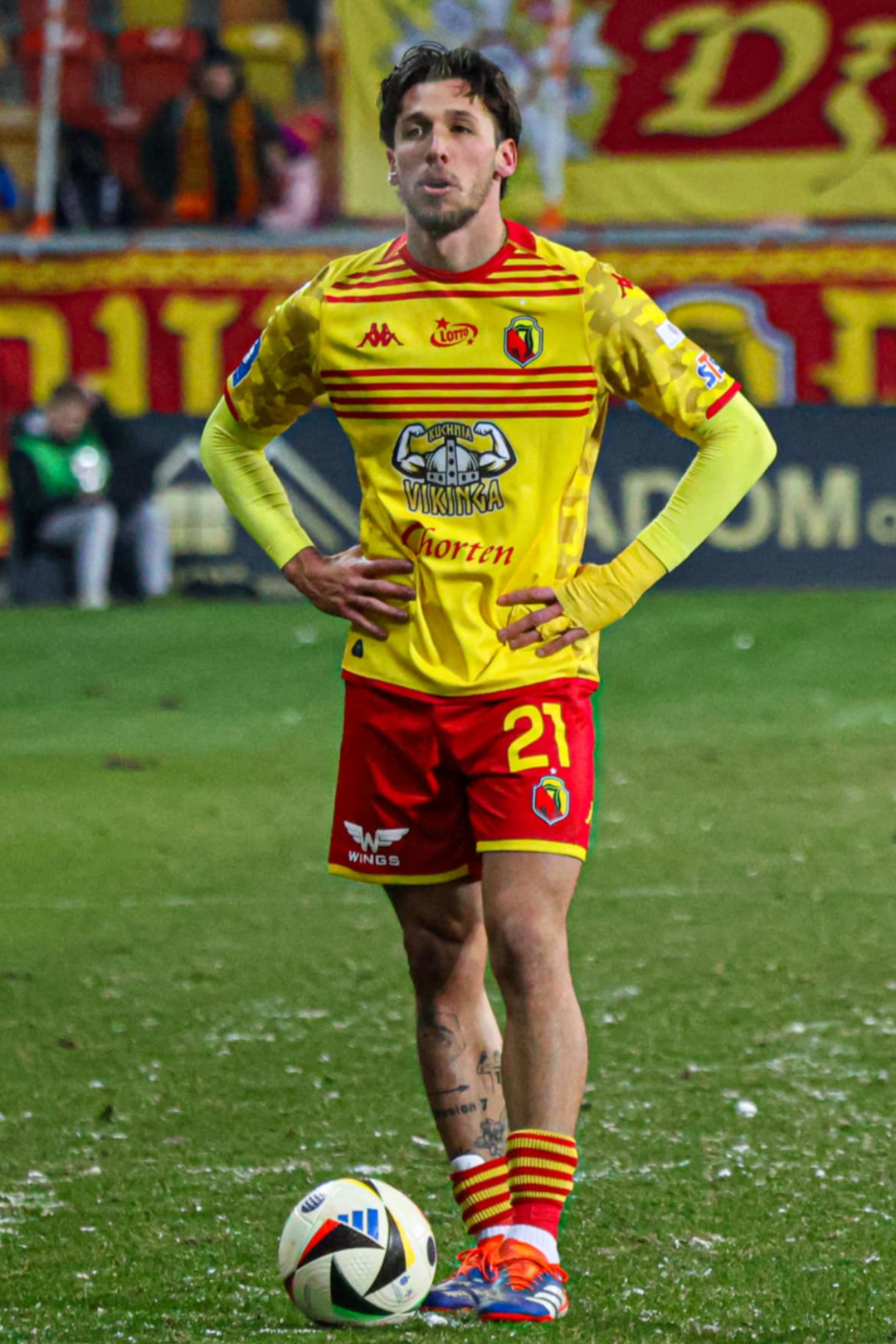
Darko Čurlinov (* 2000)

- Cürlis, Hans (1889–1982), deutscher Dokumentarfilmer, Kulturfilmregisseur, Filmproduzent und Kunsthistoriker
- Curly, deutsche Sängerin
- Curly (* 1986), deutscher Rapper, Songwriter und Musikproduzent
- Curly, Nick, deutscher House-DJ und Musikproduzent

### Curm
- Curman, Calla (1850–1935), schwedische Schriftstellerin, Saloninhaberin und Feministin
- Curman, Sigurd (1879–1966), schwedischer Architekt, Kunsthistoriker und Denkmalpfleger
- Curme, Charles (1827–1892), britischer Vizeadmiral
- Curme, George O. (1888–1976), US-amerikanischer Chemiker
- Curmi, Francesca (* 2002), maltesische Tennisspielerin

### Curn
- Curnen, Monique (* 1970), US-amerikanische SchauspielerinMonique Curnen (* 1970)

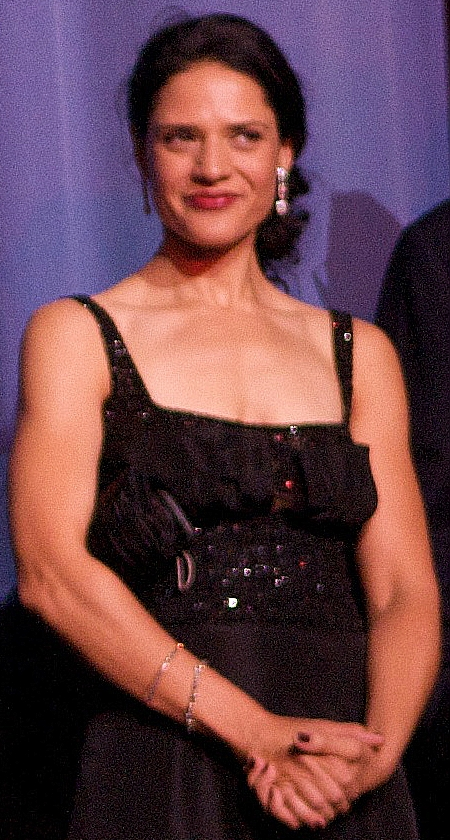
Monique Curnen (* 1970)

- Curnow, Allen (1911–2001), neuseeländischer Schriftsteller und Journalist
- Curnow, James (* 1943), US-amerikanischer Komponist und Professor

### Curo
- Curós i Morató, Lluís (1886–1979), katalanischer Bildhauer
- Curós i Ventura, Jordi (1930–2017), spanischer Zeichner und Maler
- Curott, Phyllis (* 1954), US-amerikanische Wicca-Priesterin und Anwältin
- Curotta, Morris (1929–2002), australischer Sprinter
- Čurović, Tamara (* 1994), serbische Tennisspielerin

### Curr
- Curra, Stefan (* 1975), österreichischer Skirennläufer
- Curran, Alex (* 1982), britisches Model und Modekolumnistin
- Curran, Alvin (* 1938), US-amerikanischer Komponist
- Curran, Brittany (* 1990), US-amerikanische SchauspielerinBrittany Curran (* 1990)

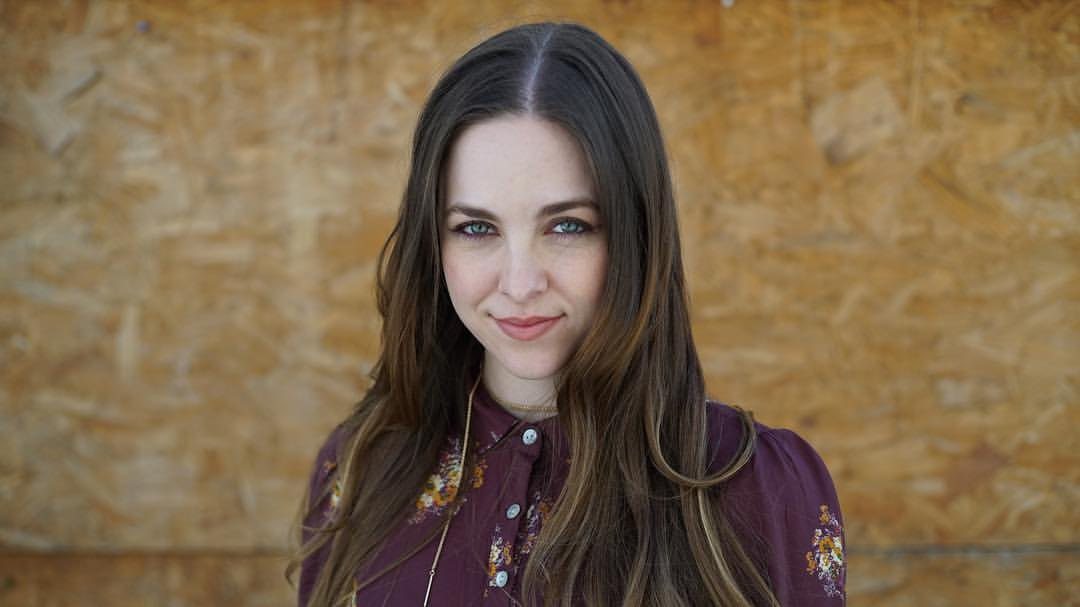
Brittany Curran (* 1990)

- Curran, Charles Courtney (1861–1942), US-amerikanischer Maler
- Curran, Charles Howard (1894–1972), kanadischer Entomologe
- Curran, Claire (* 1978), irisch-britische Tennisspielerin
- Curran, Clare (* 1960), neuseeländische Politikerin der New Zealand Labour Party
- Curran, Craig (* 1989), englischer Fußballspieler
- Curran, Dennis, US-amerikanischer Basketballspieler
- Curran, Dennis P. (* 1953), US-amerikanischer Chemiker
- Curran, Ed (* 1940), amerikanischer Jazzmusiker (Altsaxophon, Komposition)
- Curran, Frances (* 1961), schottische Politikerin
- Curran, J. Joseph (* 1931), US-amerikanischer Politiker
- Curran, Jesse (* 1996), australisch-philippinischer Fußballspieler
- Curran, Jim (* 1958), US-amerikanischer Skilangläufer
- Curran, John (* 1960), irischer Politiker
- Curran, John (* 1960), US-amerikanischer Regisseur und Drehbuchautor
- Curran, Johnny (* 1995), kanadisch-britischer Eishockeyspieler
- Curran, Kyliegh (* 2005), US-amerikanische Schauspielerin
- Curran, Laura (* 1967), US-amerikanische Politikerin, County Executive des Nassau County
- Curran, Margaret (* 1958), schottische Politikerin, Mitglied des House of Commons
- Curran, Mike (* 1944), US-amerikanischer Eishockeytorwart
- Curran, Paul (* 1961), britischer Radrennfahrer
- Curran, Ryan (* 1993), nordirischer Fußballspieler
- Curran, Sam (* 1998), englischer Cricketspieler
- Curran, Terry (* 1955), englischer Fußballspieler
- Curran, Thomas J. (1898–1958), US-amerikanischer Jurist und Politiker
- Curran, Tim, US-amerikanischer Autor der Horrorliteratur
- Curran, Tom (* 1956), britisch-amerikanischer Pathologe
- Curran, Tom (* 1995), englischer Cricketspieler
- Curran, Tony (* 1969), schottischer SchauspielerTony Curran (* 1969)

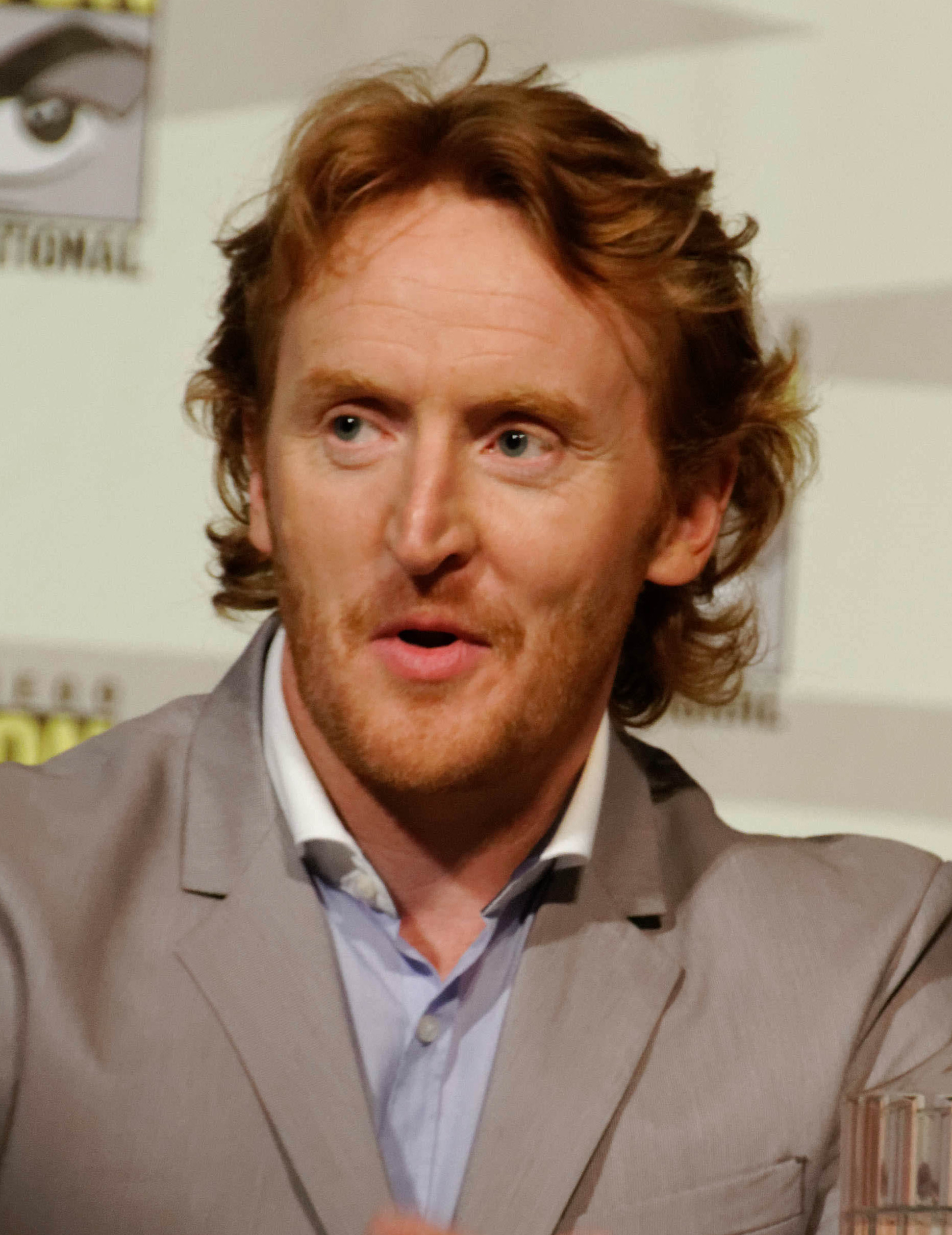
Tony Curran (* 1969)

- Currat, Dominique, Schweizer Basketballspieler
- Curren$y (* 1981), US-amerikanischer Rapper
- Curren, Kevin (* 1958), südafrikanischer Tennisspieler
- Current Value, deutscher Drum-and-Bass-Produzent
- Current, Kate (* 1998), kanadische Leichtathletin
- Current, Richard (1912–2012), US-amerikanischer Historiker
- Currentzis, Teodor (* 1972), griechischer Dirigent, Musiker und SchauspielerTeodor Currentzis (* 1972)

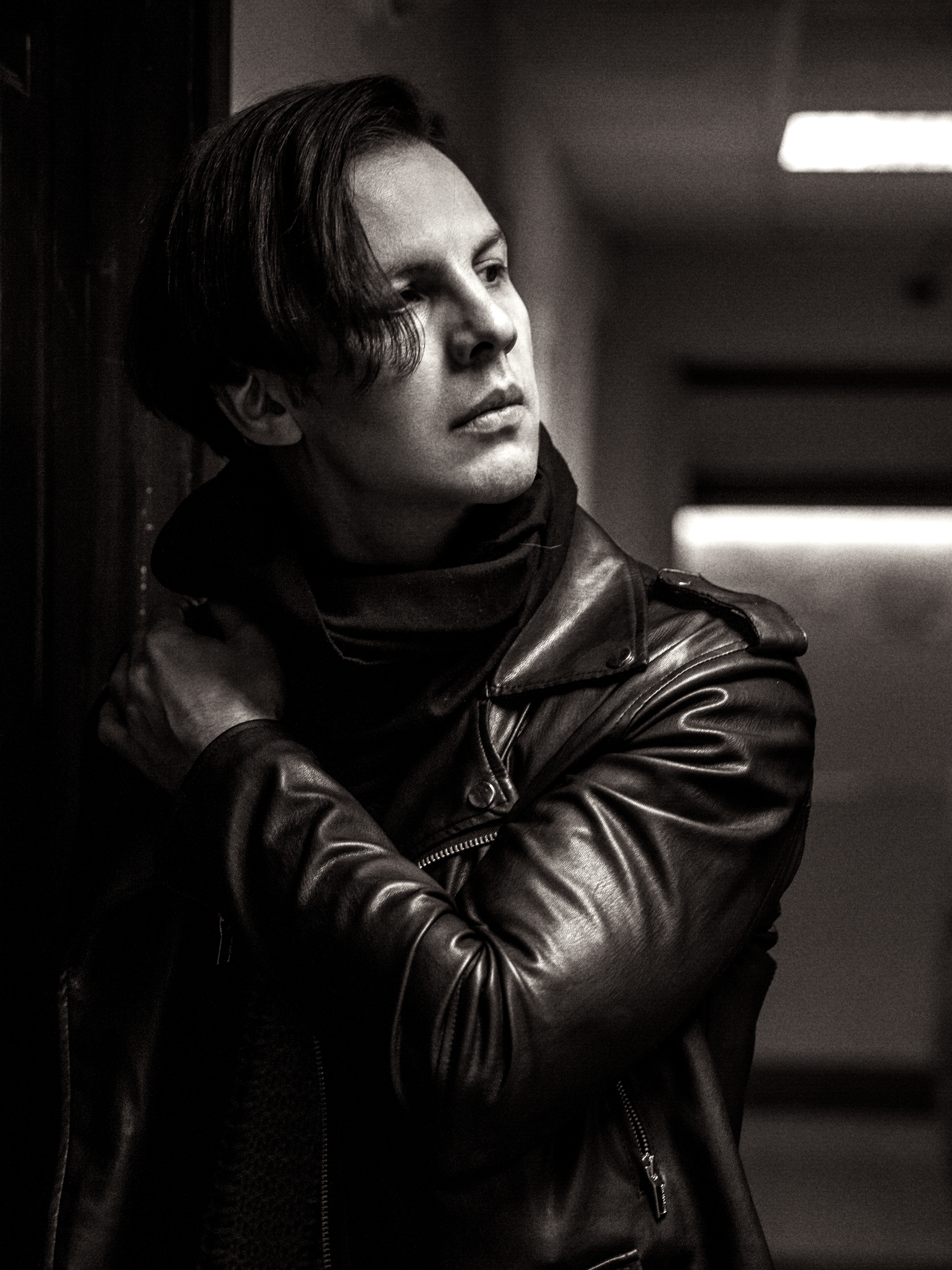
Teodor Currentzis (* 1972)

- Currer, Kaspar, deutscher Philologe und Jurist
- Currer-Briggs, Noel (1919–2004), britischer Codeknacker während des Zweiten Weltkriegs
- Curreri, Gaetano (* 1952), italienischer Musiker
- Curreri, Lee (* 1961), US-amerikanischer Schauspieler, Musiker und Filmkomponist
- Currey, Charles (1916–2010), britischer Segler
- Currey, Donald Rusk (1934–2004), US-amerikanischer Geograph
- Currey, Grace Caroline (* 1996), US-amerikanische Schauspielerin
- Currey, Louise (* 1969), australische Speerwerferin
- Curri, Bajram (1862–1925), albanischer Freiheitskämpfer
- Curri, Debatik (* 1983), albanischer Fußballspieler
- Curri, Skerdilaid (* 1975), albanischer Fußballspieler
- Currid-Halkett, Elizabeth (* 1978), US-amerikanische Sozialforscherin
- Curridori, Elisabetta (* 1991), italienische Triathletin
- Currie, Archibald (1889–1986), surinamischer Politiker, Gouverneur und Premierminister von Suriname
- Currie, Arthur (1875–1933), kanadischer General
- Currie, Austin (1939–2021), nordirischer und irischer Politiker (Fine Gael)
- Currie, Billy (* 1950), britischer Musiker und Songwriter
- Currie, Braden (* 1986), neuseeländischer Duathlet und Triathlet
- Currie, Bradley (* 1998), schottischer Cricketspieler
- Currie, Brian Hayes (* 1961), US-amerikanischer Schauspieler, Drehbuchautor und Filmproduzent
- Currie, Cherie (* 1959), US-amerikanische Schauspielerin und SängerinCherie Currie (* 1959)

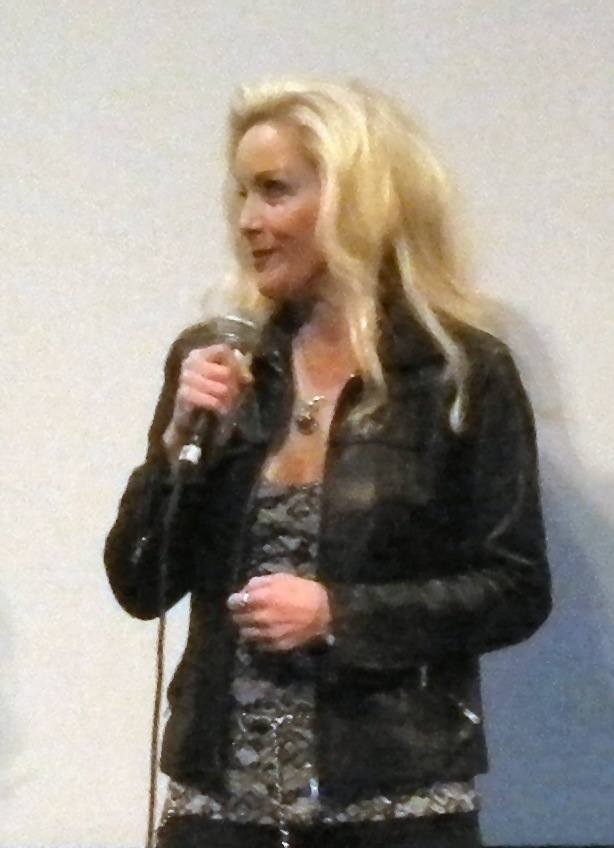
Cherie Currie (* 1959)

- Currie, David (* 1962), englischer Fußballspieler
- Currie, David P. (1936–2007), US-amerikanischer Rechtswissenschaftler und Hochschullehrer
- Currie, David, Baron Currie of Marylebone (* 1946), britischer Ökonom, Vorsitzender von Ofcom (seit 2002)
- Currie, Donald (1825–1909), britischer Schiffseigner und Politiker
- Currie, Duncan (1892–1916), schottischer Fußballspieler
- Currie, Edwina (* 1946), britische Autorin, Moderatorin und Politikerin
- Currie, Emer (* 1979), irische Politikerin (Fine Gael)
- Currie, Finlay (1878–1968), britischer Theater- und Filmschauspieler
- Currie, Gilbert A. (1882–1960), US-amerikanischer Politiker
- Currie, Glen (* 1958), kanadischer Eishockeyspieler
- Currie, Gordon (* 1965), kanadischer Schauspieler
- Currie, Janet (* 1960), kanadische Wirtschaftswissenschaftlerin
- Currie, Justin (* 1964), britischer Sänger und SongwriterJustin Currie (* 1964)

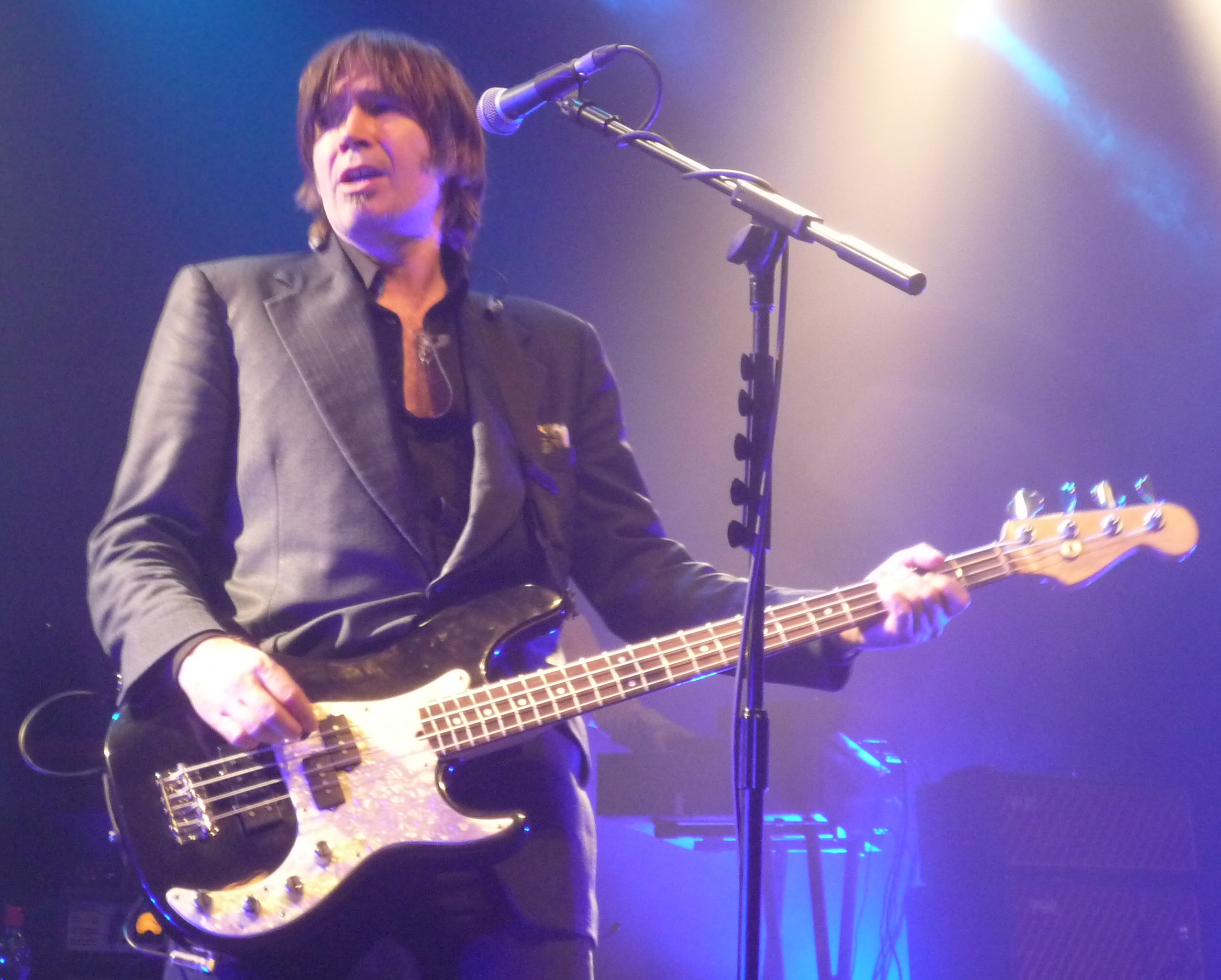
Justin Currie (* 1964)

- Currie, Lauchlin Bernard (1902–1993), kanadisch-US-amerikanisch-kolumbianischer Wirtschaftswissenschaftler
- Currie, Logan (* 2001), neuseeländischer Radrennfahrer
- Currie, Lorne (1871–1926), britischer Segler
- Currie, Louise (1913–2013), US-amerikanische Schauspielerin
- Currie, Martin William (* 1943), kanadischer Geistlicher, römisch-katholischer Erzbischof von Saint John’s, Neufundland
- Currie, Monique (* 1983), US-amerikanische Basketballspielerin
- Currie, Philip J. (* 1949), kanadischer Paläontologe
- Currie, Philip, 1. Baron Currie (1834–1906), britischer Diplomat und Regierungsbeamter, Botschafter in Italien und der Türkei
- Currie, Rory (* 1998), schottischer Fußballspieler
- Currie, Sondra (* 1947), US-amerikanische Schauspielerin
- Currie, Tony (* 1950), englischer Fußballspieler
- Currie, Tony (* 1957), kanadischer Eishockeyspieler
- Currie-Gregg, Nancy (* 1958), US-amerikanische Astronautin
- Currie-Wood, Wallis (* 1991), US-amerikanische Schauspielerin
- Currier, David (* 1952), US-amerikanischer Skirennläufer
- Currier, Frank Dunklee (1853–1921), US-amerikanischer Politiker
- Currier, Lyman (* 1994), US-amerikanischer Freestyle-Skisportler
- Currier, Moody (1806–1898), US-amerikanischer Politiker
- Currier, Richard (1892–1984), US-amerikanischer Filmeditor
- Currier, Russell (* 1987), US-amerikanischer Biathlet
- Currier, Ruth (1926–2011), amerikanische Tänzerin, Choreographin und Tanz-Pädagogin
- Currier, Sebastian (* 1959), US-amerikanischer Komponist und Musikprofessor
- Currimilla, Dagoberto (* 1987), chilenischer Fußballspieler
- Currin, David Maney (1817–1864), US-amerikanischer Politiker
- Currin, John (* 1962), US-amerikanischer Maler
- Currington, Billy (* 1973), US-amerikanischer Countrysänger
- Curruchich, Sara (* 1993), guatemaltekische Liedermacherin
- Currutt, Brian (* 1974), US-amerikanischer Freestyle-Skisportler
- Curry, Adam (* 1964), US-amerikanischer Radiomoderator
- Curry, Adrianne (* 1982), US-amerikanisches Model, Schauspielerin und FilmproduzentinAdrianne Curry (* 1982)

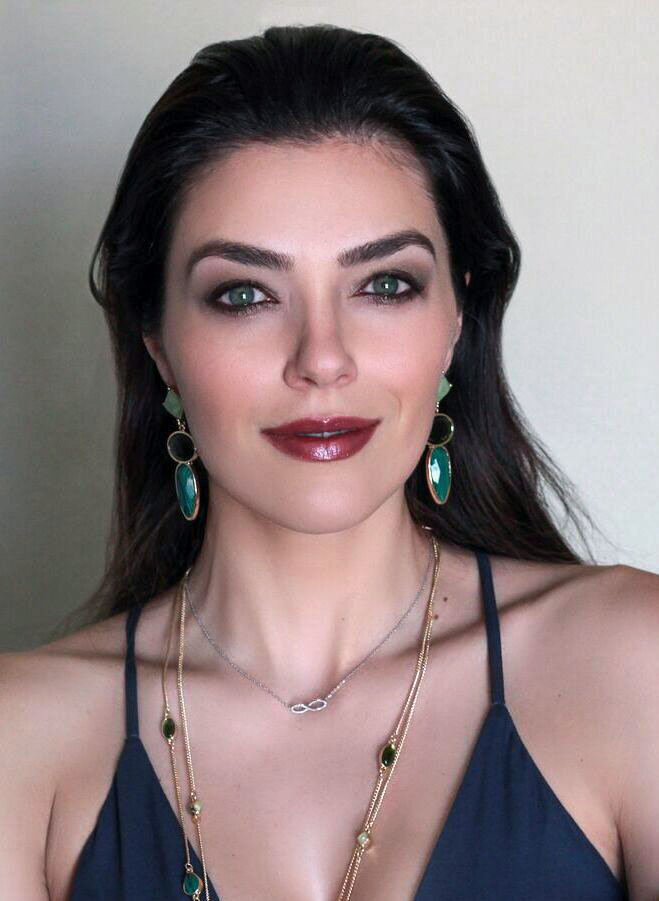
Adrianne Curry (* 1982)

- Curry, Ann (* 1956), US-amerikanische Journalistin und Nachrichtensprecherin
- Curry, Anne (* 1954), britische Historikerin
- Curry, Ayesha (* 1989), kanadisch-amerikanische Schauspielerin, Köchin und Kochbuchautorin
- Curry, Bernard (* 1974), australischer Schauspieler
- Curry, Bob (1882–1944), US-amerikanischer Ringer
- Curry, Brandon (* 1982), US-amerikanischer BodybuilderBrandon Curry (* 1982)

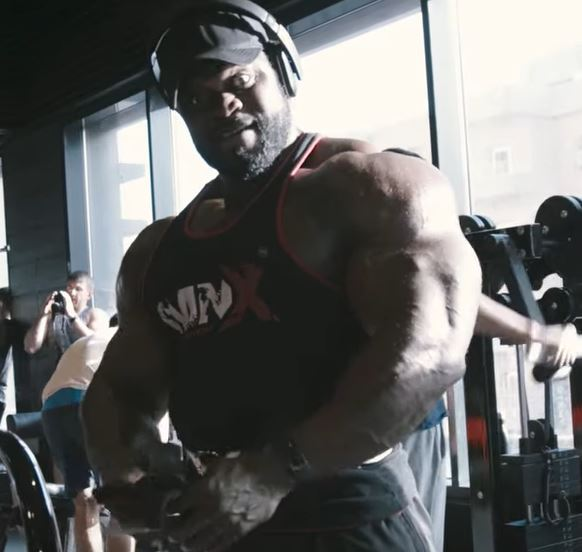
Brandon Curry (* 1982)

- Curry, Brandyn (* 1991), US-amerikanischer Basketballspieler
- Curry, Brooks (* 2001), US-amerikanischer Schwimmer
- Curry, Bruce (* 1956), US-amerikanischer Boxer
- Curry, Buddy (* 1958), US-amerikanischer American-Football-Spieler
- Curry, Charles F. (1858–1930), US-amerikanischer Politiker
- Curry, Charles F. junior (1893–1972), US-amerikanischer Politiker
- Curry, Dell (* 1964), US-amerikanischer Basketballspieler
- Curry, Denise (* 1959), US-amerikanische Basketballspielerin
- Curry, Denzel (* 1995), US-amerikanischer Rapper und Sänger
- Curry, Donald (* 1961), US-amerikanischer Boxer
- Curry, Donald, Baron Curry of Kirkharle (* 1944), britischer Landwirt, Geschäftsmann und Life Peer
- Curry, Eddy (* 1982), US-amerikanischer Basketballspieler
- Curry, Floyd (1925–2006), kanadischer Eishockeyspieler
- Curry, George (1861–1947), US-amerikanischer Politiker
- Curry, George Law (1820–1878), US-amerikanischer Politiker und Gouverneur von Oregon
- Curry, Haskell Brooks (1900–1982), US-amerikanischer Logiker
- Curry, Hiram M., US-amerikanischer Baptistenprediger und Politiker
- Curry, Jabez Lamar Monroe (1825–1903), US-amerikanischer Politiker
- Curry, James (* 1960), britischer römisch-katholischer Geistlicher, Weihbischof in Westminster
- Curry, Jilly (* 1963), britische Freestyle-Skisportlerin
- Curry, John (1949–1994), britischer Eiskunstläufer
- Curry, John (* 1984), US-amerikanischer Eishockeytorwart
- Curry, John Steuart (1897–1946), US-amerikanischer Maler
- Curry, Judith A. (* 1953), US-amerikanische GeowissenschaftlerinJudith A. Curry (* 1953)

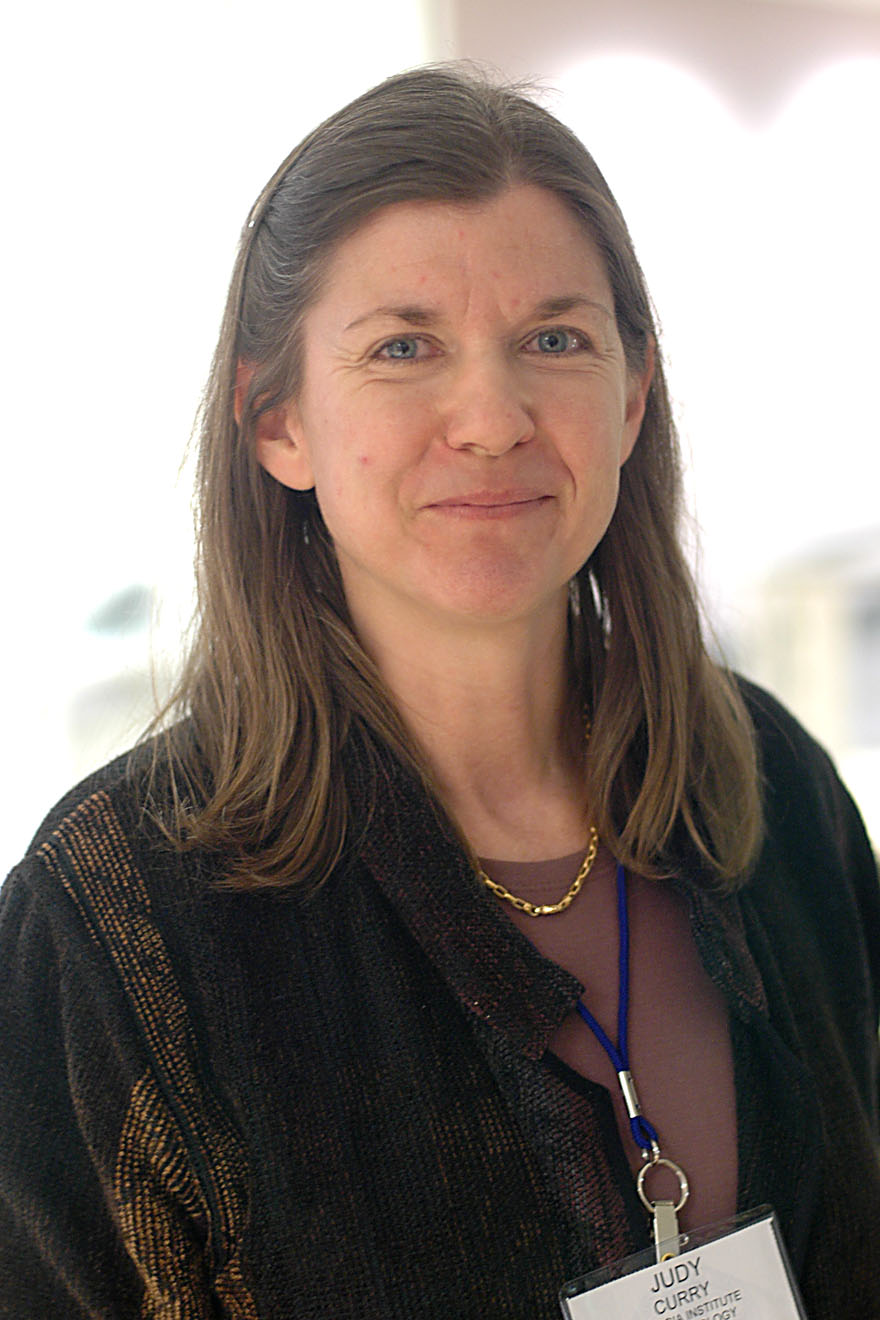
Judith A. Curry (* 1953)

- Curry, Lenny (* 1970), US-amerikanischer Politiker, Bürgermeister von Jacksonville (seit 2015)
- Curry, Lisa (* 1962), australische Schwimmerin
- Curry, Manfred (1899–1953), deutschamerikanischer Arzt, Erfinder, Segler und Buchautor
- Curry, Marie (* 1986), Sänger- und Rapperin
- Curry, Marshall (* 1970), US-amerikanischer Regisseur und Dokumentarfilmer
- Curry, Michael (* 1968), US-amerikanischer Basketballspieler und -trainer
- Curry, Michael Bruce (* 1953), US-amerikanischer Bischof, Presiding Bishop der Episkopalkirche der Vereinigten Staaten von Amerika
- Curry, Mickey (* 1956), US-amerikanischer Schlagzeuger
- Curry, Ramel (* 1980), US-amerikanischer Basketballspieler
- Curry, Robert Franz (1872–1955), US-amerikanisch-deutscher Maler
- Curry, Ron (1970–2018), US-amerikanischer Basketballspieler
- Curry, Sean (* 1982), US-amerikanischer Eishockeyspieler
- Curry, Seth (* 1990), US-amerikanischer Basketballspieler
- Curry, Sharaud (* 1987), US-amerikanischer Basketballspieler
- Curry, Stephen (* 1988), US-amerikanischer Basketballspieler
- Curry, Thomas John (* 1943), US-amerikanischer Geistlicher, emeritierter römisch-katholischer Weihbischof in Los Angeles
- Curry, Tim (* 1946), britischer Film- und Theaterschauspieler, Sänger und SongschreiberTim Curry (* 1946)

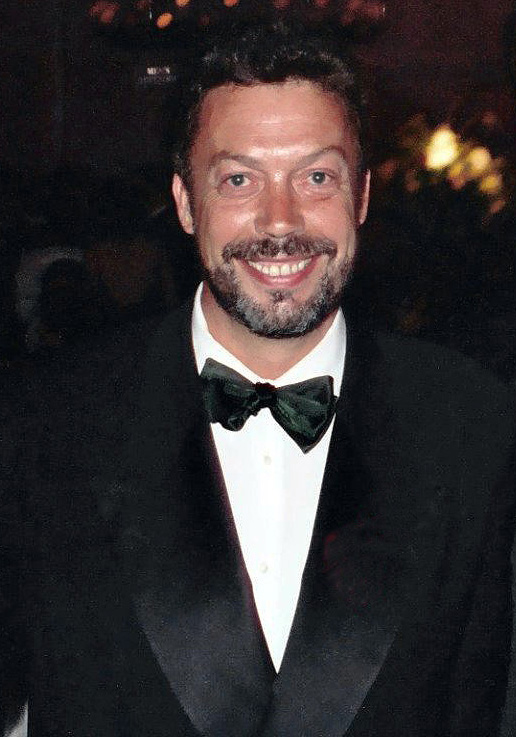
Tim Curry (* 1946)

- Curry, Tom (* 1998), englischer Rugbyspieler
- Curry, Traci, US-amerikanische Film- und Fernsehproduzentin
- Curry, Valorie (* 1986), amerikanische Schauspielerin
- Curry, Vinny (* 1988), US-amerikanischer American-Football-Spieler
- Curry-Lindahl, Kai (1917–1990), schwedischer Zoologe und Autor

### Curs
- Cursch-Bühren, Franz Theodor (1859–1908), schlesischer Komponist
- Curschellas, Corin (* 1956), Schweizer Sängerin und Schauspielerin
- Curschmann, Friedrich (1805–1841), deutscher Komponist und Sänger
- Curschmann, Fritz (1874–1946), deutscher Historiker und Geograph
- Curschmann, Fritz (1879–1961), deutscher Internist
- Curschmann, Hans (1875–1950), deutscher Neurologe und Hochschullehrer
- Curschmann, Heinrich (1846–1910), deutscher Internist
- Curschmann, Heinrich Ferdinand (1913–2009), deutscher Rechtsanwalt
- Curse (* 1978), deutscher RapperCurse (* 1978)

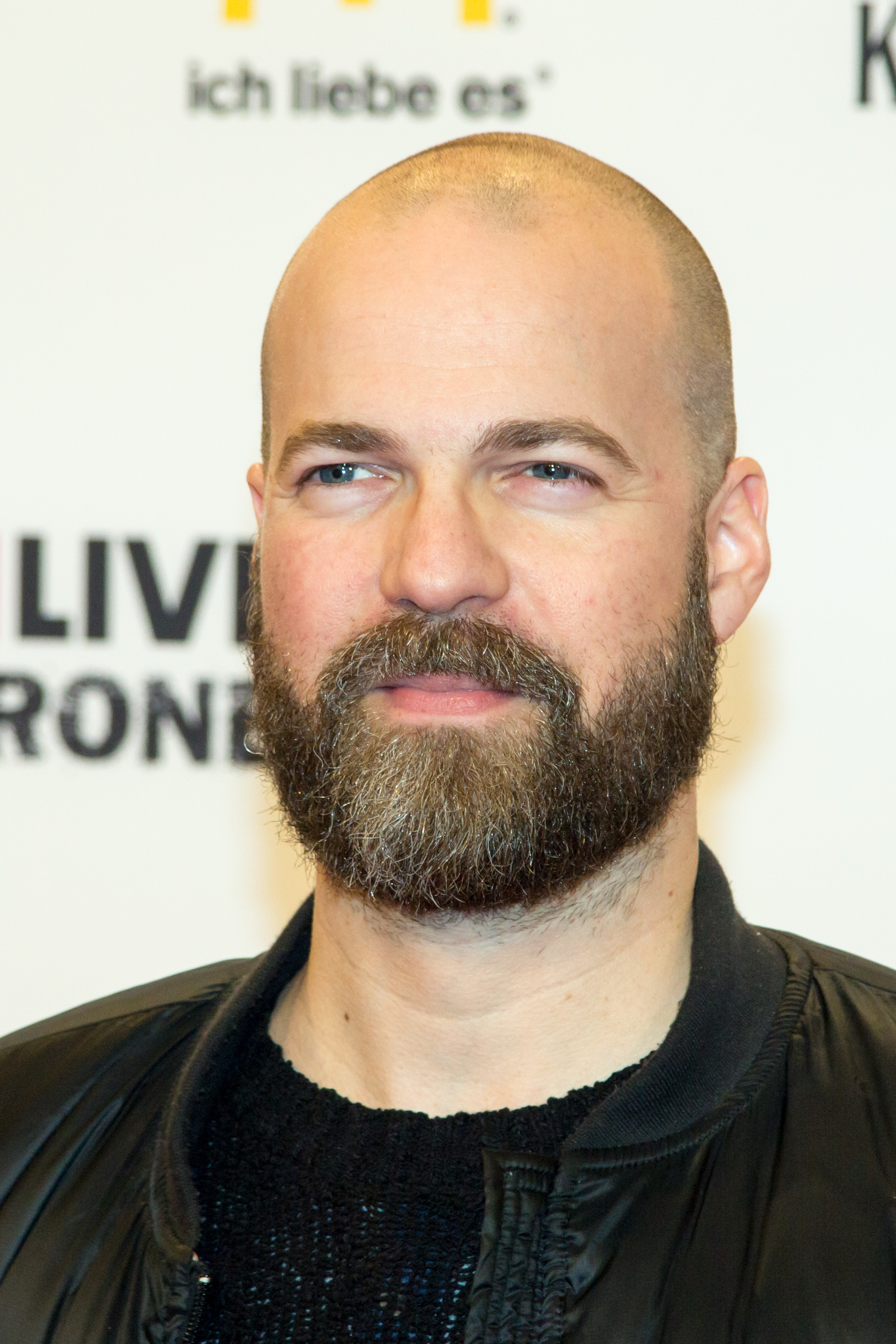
Curse (* 1978)

- Curson, David (1948–2024), US-amerikanischer Politiker
- Curson, Gary (* 1948), britischer Jazzmusiker (Saxophon)
- Curson, Ted (1935–2012), US-amerikanischer Jazzmusiker

### Curt
- Curta, Florin (* 1965), US-amerikanischer Historiker
- Curtat, Louis Auguste (1759–1832), Schweizer evangelischer Geistlicher und Politiker
- Curtat, Louis François Antoine (1801–1868), Schweizer evangelischer Geistlicher, Hochschullehrer und Politiker
- Curtean, Alexandru (* 1987), rumänischer Fußballspieler
- Curtel, Joseph (1893–1960), französischer Radrennfahrer
- Cürten, Ferdinand Carl (1897–1945), deutscher Maler
- Curtenius, Petrus (1716–1789), niederländischer reformierter Theologe
- Curtens, Helena (1722–1738), letztes deutsches Opfer der Hexenprozesse
- Curtet, Yvonne (1920–2025), französische Weitspringerin
- Curth, Bruno (* 1926), deutscher DBD-Funktionär, MdV
- Curth, Christian (* 1970), deutscher Eishockeyspieler
- Curth, Eric (* 1992), deutscher Basketballspieler
- Curth, Jeppe (* 1984), dänischer Fußballspieler
- Curth, Johannes (1899–1983), deutscher Schauspieler und Regisseur
- Curti, Alfredo (1915–1996), italienischer Dokumentarfilmer
- Curti, Anton (1820–1887), deutscher Opernsänger
- Curti, Basil Ferdinand (1804–1888), Schweizer Jurist und Politiker
- Curti, Beat (* 1937), Schweizer Unternehmer im Detailhandels- und MedienumfeldBeat Curti (* 1937)

Beat Curti (* 1937)

- Curti, Curzio (1847–1913), Schweizer Jurist, Publizist, Politiker (FDP) und Staatsrat
- Curti, Eugen (1865–1951), Schweizer Jurist und Politiker
- Curti, Franz (1854–1898), deutscher Komponist
- Curti, Giuseppe (1811–1895), Schweizer Lehrer und Politiker
- Curti, Michael (* 1994), Schweizer Langstreckenläufer
- Curti, Theodor (1848–1914), schweizerisch-deutscher Journalist und Politiker
- Curti, Wilhelm von (1598–1678), hessischer Adliger und Diplomat in englischen Diensten
- Curtianu, Alexandru (* 1974), moldauischer Fußballspieler
- Curtice, Harlow Herbert (1893–1962), Geschäftsführer von General Motors und Person of the Year 1955
- Curticeanu, Silviu (* 1933), rumänischer Politiker (PCR)
- Curtilius Mancia, Titus, römischer Politiker und Statthalter von Germanien
- Curtin, Andrew Gregg (1817–1894), US-amerikanischer Politiker
- Curtin, Catherine (* 1970), US-amerikanische Schauspielerin
- Curtin, Deirdre (* 1960), irische Hochschullehrerin, Professorin für Europäisches Recht
- Curtin, Jane (* 1947), US-amerikanische SchauspielerinJane Curtin (* 1947)

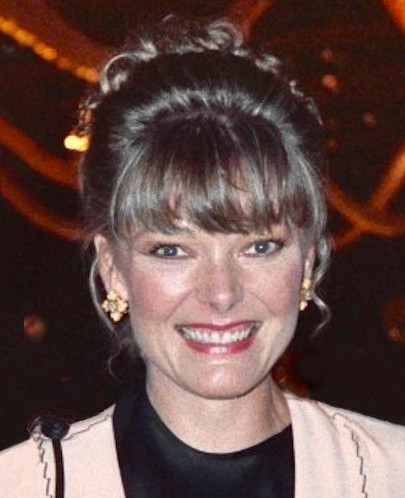
Jane Curtin (* 1947)

- Curtin, Jim (* 1979), US-amerikanischer Fußballspieler und jetziger -trainer
- Curtin, John (1885–1945), australischer Politiker und Premierminister
- Curtin, Nicola (* 1954), britische Krebsforscherin
- Curtin, Phyllis (1921–2016), US-amerikanische Opernsängerin (Sopran)
- Curtin, Terence (* 1945), australischer Geistlicher und Weihbischof in Melbourne
- Curtin, Valerie (* 1945), US-amerikanische Schauspielerin und Drehbuchautorin
- Curtin, Willard S. (1905–1996), US-amerikanischer Politiker
- Curtine, François de, Bildhauer und Baumeister
- Curtinove, Abel (* 1991), brasilianischer Stabhochspringer
- Curtis, Adam (* 1955), britischer Dokumentarfilmer
- Curtis, Alan (1909–1953), US-amerikanischer Schauspieler
- Curtis, Alan (1934–2015), US-amerikanischer Cembalist, Musikwissenschaftler und Dirigent
- Curtis, Alfred Allen (1831–1908), US-amerikanischer Geistlicher und römisch-katholischer Bischof von Wilmington
- Curtis, Allegra (* 1966), deutsch-US-amerikanische Schauspielerin, Moderatorin, Kolumnistin, Designerin und BuchautorinAllegra Curtis (* 1966)

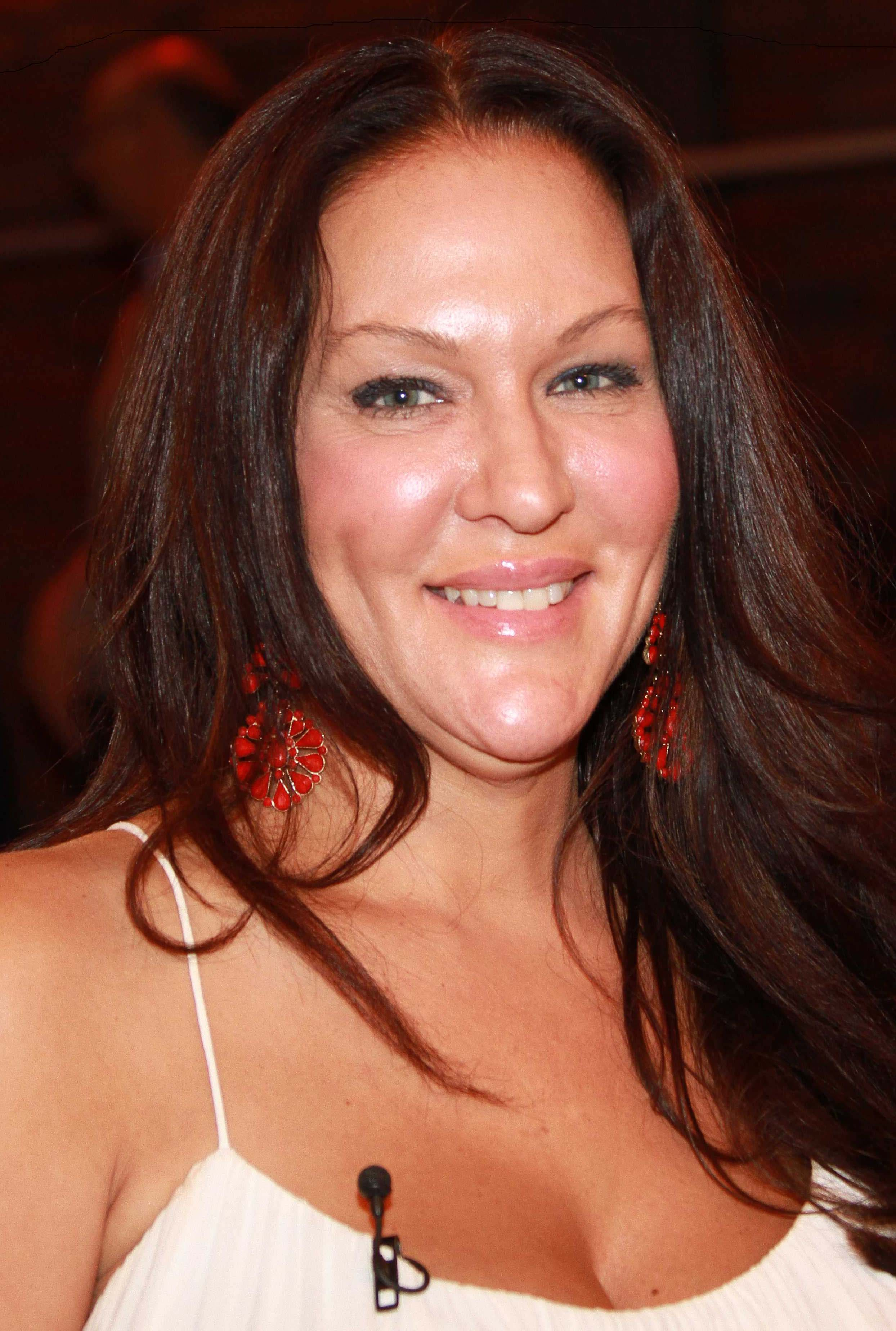
Allegra Curtis (* 1966)

- Curtis, Ann (1926–2012), US-amerikanische Schwimmerin
- Curtis, Anne (* 1985), philippinische Schauspielerin und Moderatorin
- Curtis, Ben (* 1977), US-amerikanischer Golfer der PGA Tour
- Curtis, Benjamin Robbins (1809–1874), amerikanischer Jurist und Richter am Obersten Gerichtshof der Vereinigten Staaten
- Curtis, Betty (1936–2006), italienische Sängerin
- Curtis, Billy (1909–1988), kleinwüchsiger US-amerikanischer Schauspieler und Stuntman
- Curtis, Bob (1925–2009), US-amerikanischer Tänzer und Choreograf
- Curtis, Bret (* 1966), US-amerikanischer Unternehmer und Autorennfahrer
- Curtis, Caleb (* 1985), US-amerikanischer Jazzmusiker
- Curtis, Carl (1905–2000), US-amerikanischer Politiker (Republikanische Partei)
- Curtis, Carlton Brandaga (1811–1883), US-amerikanischer Politiker
- Curtis, Caylian (* 1981), tschechische Pornodarstellerin
- Curtis, Charles (1860–1936), US-amerikanischer Politiker
- Curtis, Charles Gordon (1860–1953), US-amerikanischer Dampfturbinen-Erfinder
- Curtis, Charles W. (* 1926), US-amerikanischer Mathematiker
- Curtis, Chris (1941–2005), englischer Schlagzeuger
- Curtis, Clem (1940–2017), britischer Sänger
- Curtis, Cliff (* 1968), neuseeländischer SchauspielerCliff Curtis (* 1968)

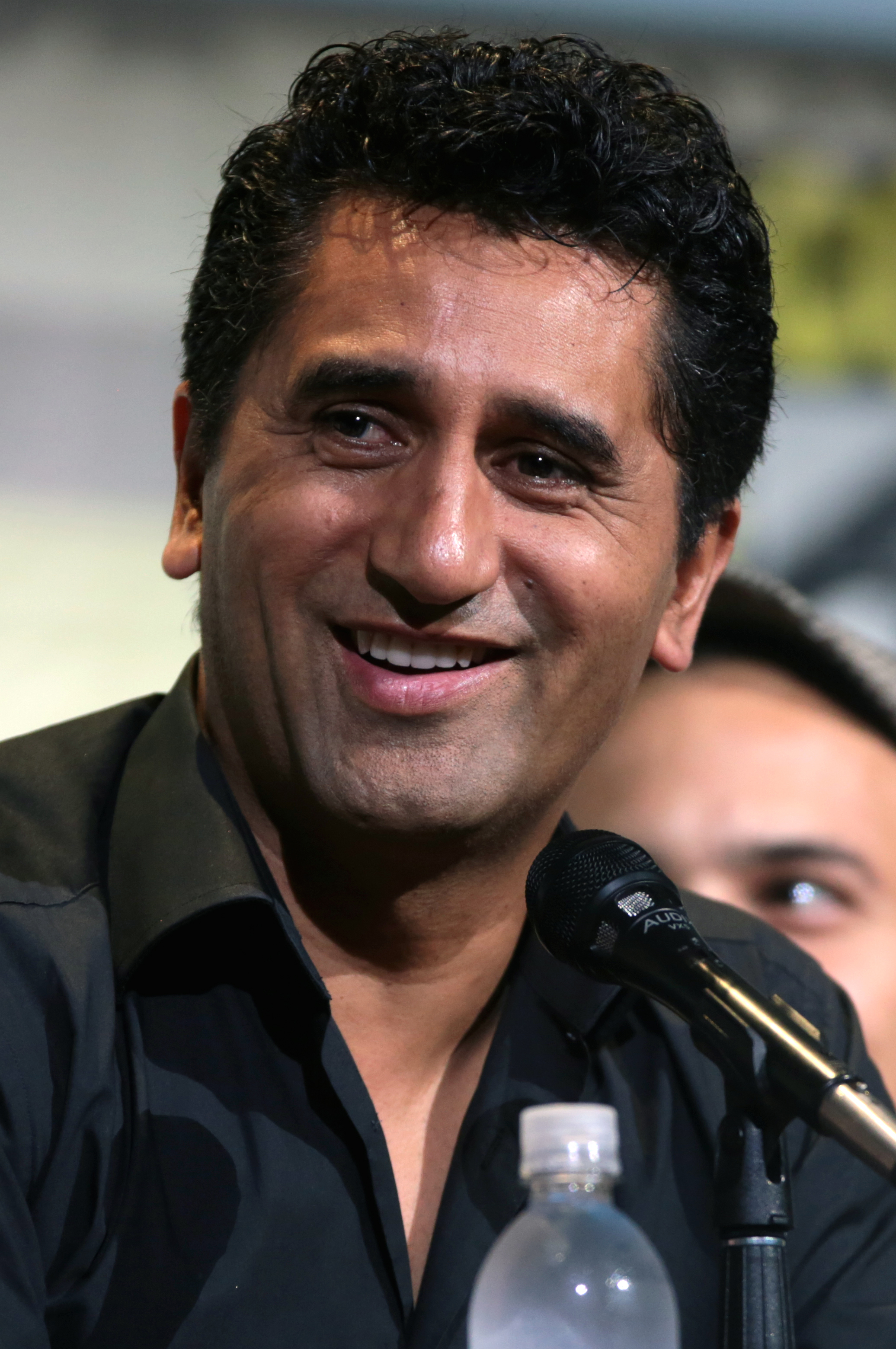
Cliff Curtis (* 1968)

- Curtis, Clive, britischer Stuntman, Second Unit-Regisseur, Schauspieler und Gewichtheber
- Curtis, Dan (1928–2006), US-amerikanischer Filmregisseur und Film- und Fernsehproduzent
- Curtis, Dermot (1932–2008), irischer Fußballspieler
- Curtis, Dick (1802–1843), englischer Boxer in der Bare-knuckle-Ära
- Curtis, Edward (1801–1856), US-amerikanischer Jurist und Politiker
- Curtis, Edward (1868–1952), US-amerikanischer Fotograf
- Curtis, Edward B. (1933–2024), US-amerikanischer Mathematiker
- Curtis, Edward J. (1827–1895), US-amerikanischer Politiker
- Curtis, Findlay (* 2006), schottischer Fußballspieler
- Curtis, Frank (1912–1972), britischer Automobilrennfahrer
- Curtis, Frederick F. C. (1903–1975), deutsch-britischer Architekt
- Curtis, Garniss (1919–2012), US-amerikanischer Geologe
- Curtis, George M. (1844–1921), US-amerikanischer Politiker
- Curtis, Harry, britischer Dirigent und Hochschullehrer
- Curtis, Heber Doust (1872–1942), US-amerikanischer Astronom
- Curtis, Henry Holbrook (1856–1920), US-amerikanischer Hals-Nasen-Ohren-Arzt, Stimmtherapeut, Erfinder des Tonographen
- Curtis, Hillman (1961–2012), US-amerikanischer Mediendesigner
- Curtis, Howard, amerikanischer Jazzmusiker (Schlagzeug)
- Curtis, Ian (1956–1980), englischer Sänger und Gitarrist der Gruppe Joy Division
- Curtis, J. R. (1945–2000), US-amerikanischer Radiounternehmer und Lokalpolitiker
- Curtis, Jackie (1947–1985), US-amerikanischer Bühnenautor, Schauspieler, Sänger und „Andy-Warhol-Superstar“
- Curtis, Jamie Lee (* 1958), US-amerikanische Schauspielerin und Autorin von KinderbüchernJamie Lee Curtis (* 1958)

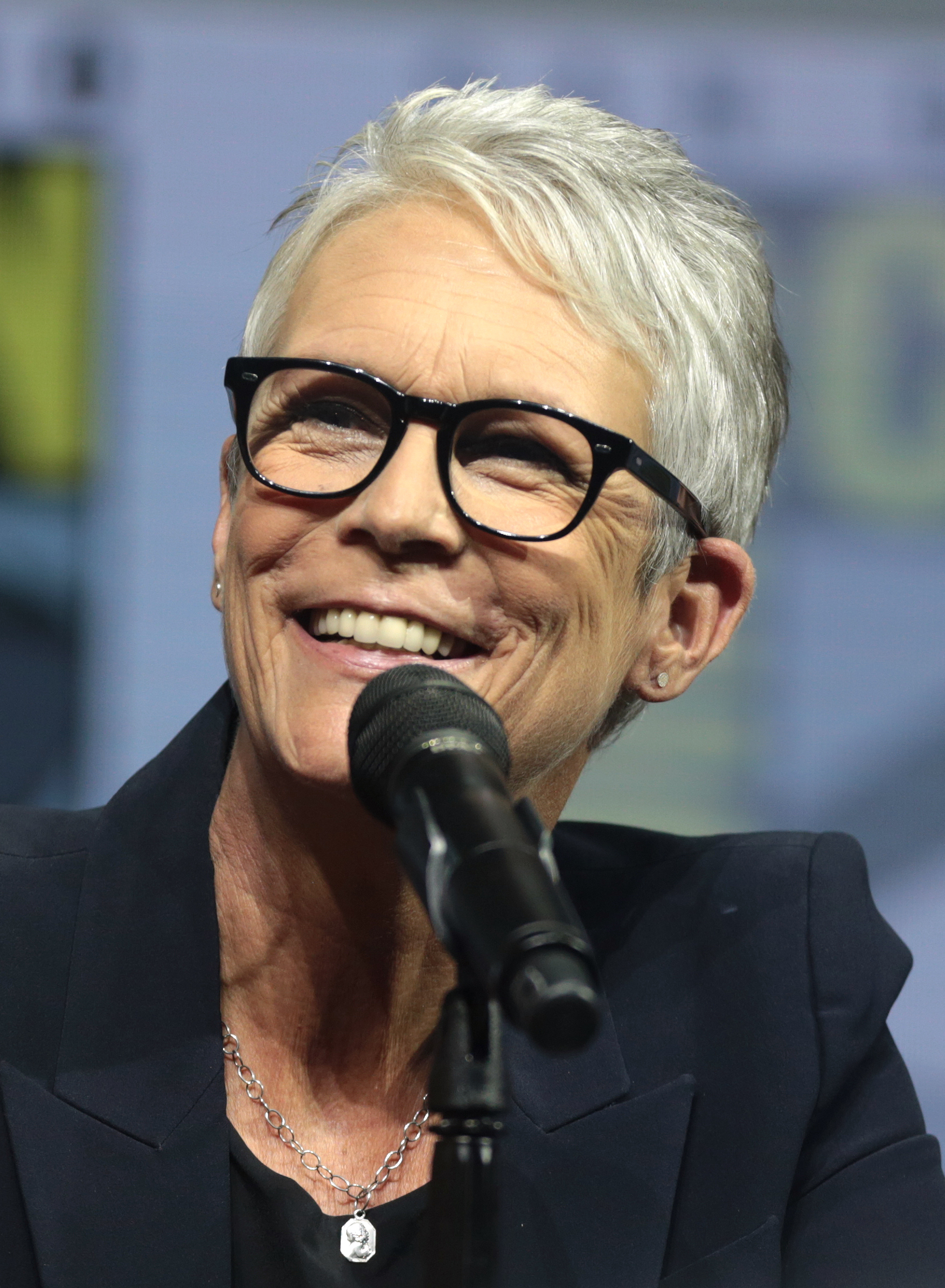
Jamie Lee Curtis (* 1958)

- Curtis, Jean-Louis (1917–1995), französischer Schriftsteller
- Curtis, John (1791–1862), britischer Entomologe und Illustrator
- Curtis, John (* 1960), US-amerikanischer Politiker der Republikanischen Partei
- Curtis, Kathleen Maisey (1892–1994), neuseeländische Botanikerin und Mykologin
- Curtis, Keene (1923–2002), US-amerikanischer Schauspieler
- Curtis, Kelly (* 1956), US-amerikanische Filmschauspielerin
- Curtis, Ken (1916–1991), US-amerikanischer Schauspieler und Country-Sänger
- Curtis, Kenneth M. (* 1931), US-amerikanischer Politiker
- Curtis, Kevin (* 1978), US-amerikanischer American-Football-Spieler
- Curtis, Laurence (1893–1989), US-amerikanischer Politiker
- Curtis, Lettice (1915–2014), britische Fliegerin und Flugtestingenieurin
- Curtis, Liane Alexandra (* 1965), US-amerikanische Film- und Fernsehschauspielerin
- Curtis, Lionel George (1872–1955), britischer Beamter und Anwalt
- Curtis, Luques (* 1983), US-amerikanischer JazzmusikerLuques Curtis (* 1983)

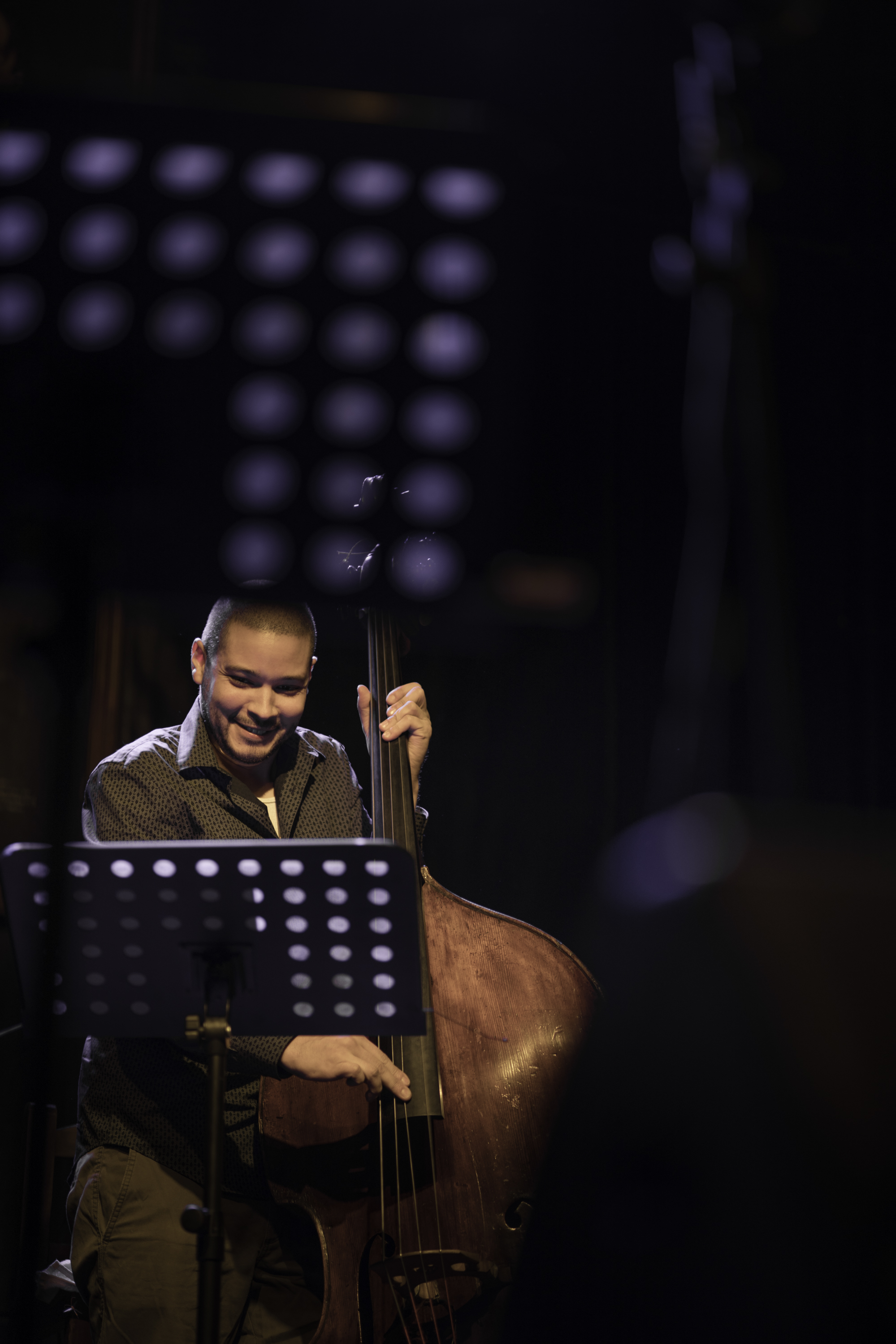
Luques Curtis (* 1983)

- Curtis, Mac (1939–2013), US-amerikanischer Country- und Rockabilly-Sänger
- Curtis, Margaret (1883–1965), US-amerikanische Golf- und Tennisspielerin
- Curtis, Mekai (* 2000), US-amerikanischer Schauspieler und Kinderdarsteller
- Curtis, Natalie (1875–1921), amerikanische Ethnographin und Musikethnologin
- Curtis, Nathaniel (* 1990), britischer Schauspieler
- Curtis, Neil (* 1971), österreichischer Medienkünstler, Body Paint Artist, Fotograf und Grafiker
- Curtis, Newton Martin (1835–1910), US-amerikanischer Offizier und Politiker
- Curtis, Nick (* 1948), US-amerikanischer Schriftdesigner und Typograf
- Curtis, Nina (* 1988), australische Seglerin
- Curtis, Oakley C. (1865–1924), US-amerikanischer Politiker
- Curtis, Peter (Tennisspieler) (1945–2019), britischer Tennisspieler
- Curtis, Peter Theo (* 1968), amerikanischer Journalist
- Curtis, Philip (1920–2012), britischer Lehrer und Jugendbuchautor
- Curtis, Ralph Wormeley (1854–1922), US-amerikanischer Maler
- Curtis, Richard (* 1956), neuseeländischer DrehbuchautorRichard Curtis (* 1956)

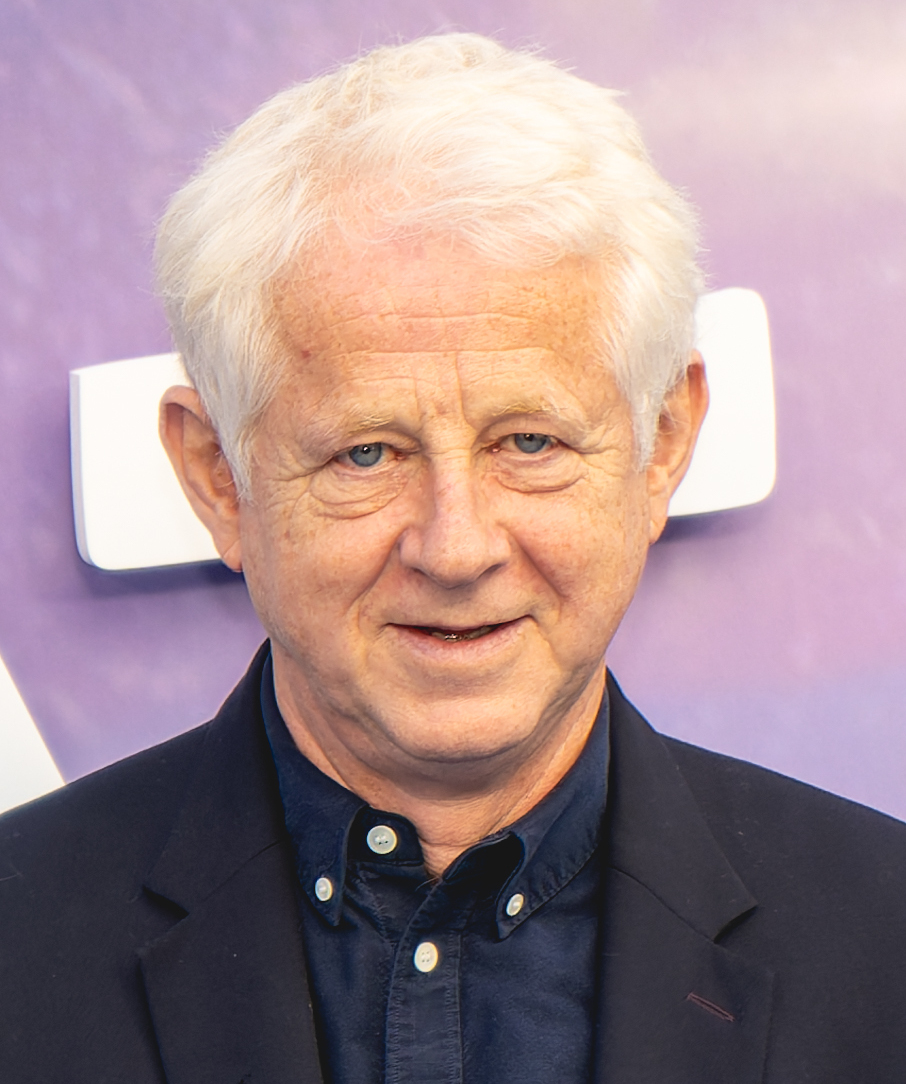
Richard Curtis (* 1956)

- Curtis, Robert George (1889–1936), englischer Sekretär, Schriftsteller und der Privatsekretär des englischen Kriminalschriftstellers Edgar Wallace
- Curtis, Robert Turner (* 1946), britischer Mathematiker
- Curtis, Robin (* 1956), US-amerikanische Schauspielerin
- Curtis, Robin (* 1964), kanadische Kulturwissenschaftlerin
- Curtis, Samuel Ryan (1805–1866), amerikanischer Politiker und Offizier
- Curtis, Sandy (* 1948), australische Autorin
- Curtis, Simon (* 1960), britischer Filmproduzent und Regisseur
- Curtis, Sonny (* 1937), US-amerikanischer Sänger, Gitarrist und Songwriter
- Curtis, Stuart (1954–2012), US-amerikanischer Jazz-Saxophonist
- Curtis, Thomas (1873–1944), US-amerikanischer Leichtathlet und der erste Olympiasieger im 110-Meter-Hürdenlauf
- Curtis, Thomas B. (1911–1993), US-amerikanischer Politiker
- Curtis, Tony (1925–2010), US-amerikanischer Filmschauspieler, Maler, Autor und KünstlerTony Curtis (1925–2010)

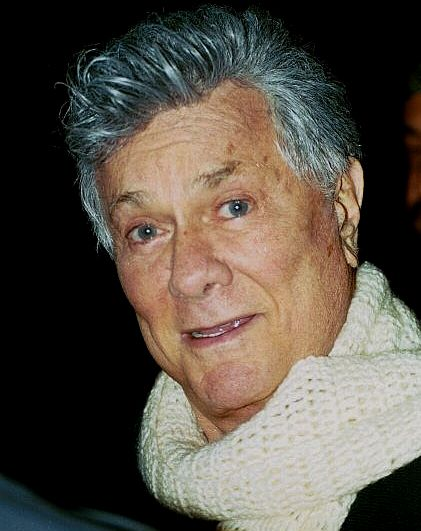
Tony Curtis (1925–2010)

- Curtis, Tony (* 1946), walisischer Schriftsteller
- Curtis, Walter William (1913–1997), US-amerikanischer Geistlicher, römisch-katholischer Bischof von Bridgeport
- Curtis, Wanda (* 1975), ungarische Pornodarstellerin
- Curtis, William (1746–1799), englischer Botaniker, Apotheker und Entomologe
- Curtis, William Buckingham (1837–1900), US-amerikanischer Sportfunktionär, Unternehmer, Sprinter, Kraftsportler, Eisschnellläufer
- Curtis, Winifred Mary (1905–2005), englisch-australische Botanikerin
- Curtis, Zaccai (* 1981), US-amerikanischer Jazzmusiker (Piano, Keyboard, Komposition)
- Curtis-Barrett, Jamie (* 1984), englischer Snookerspieler
- Curtis-Hall, Vondie (* 1950), US-amerikanischer Schauspieler, Regisseur und DrehbuchautorVondie Curtis-Hall (* 1950)

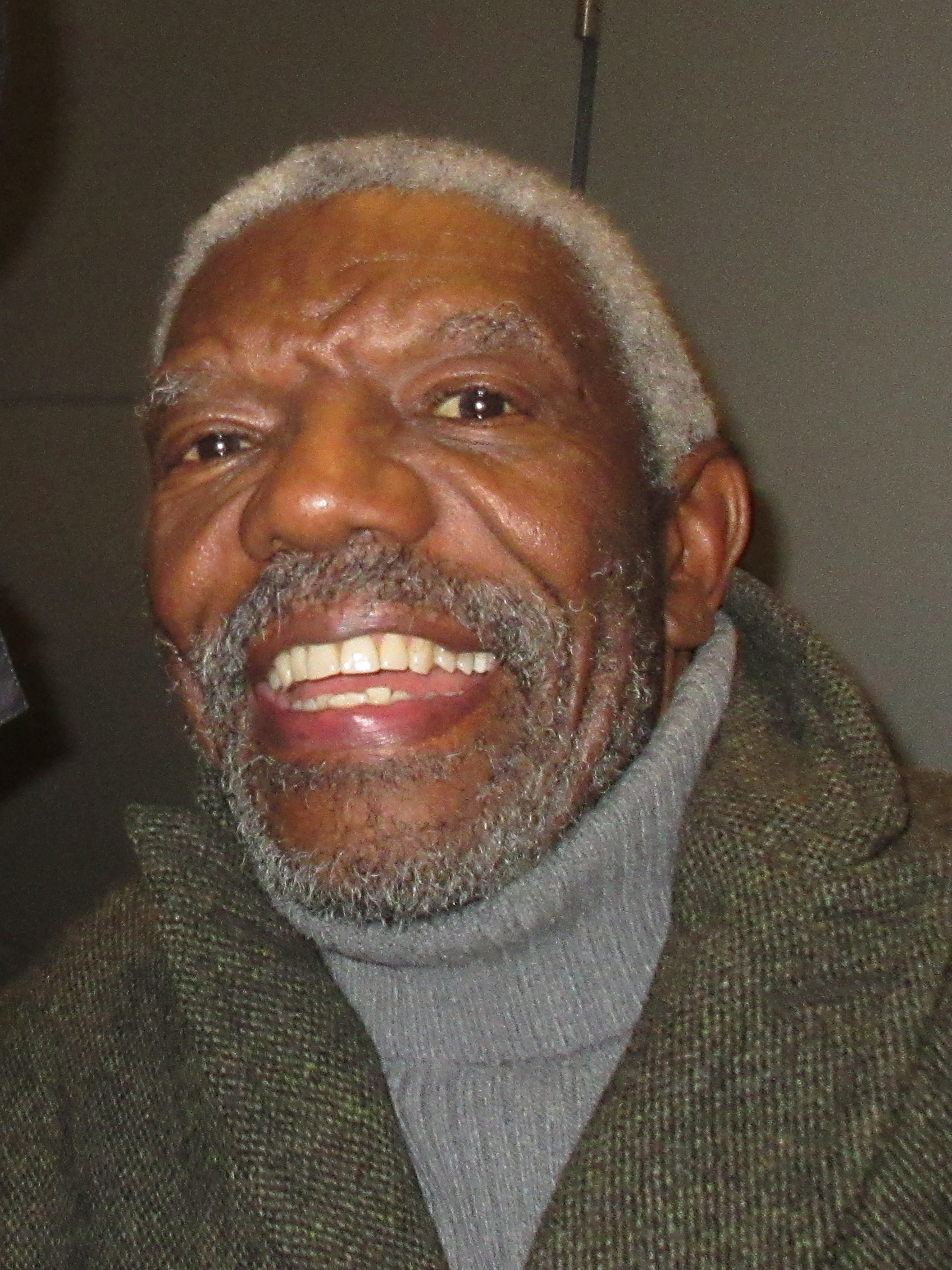
Vondie Curtis-Hall (* 1950)

- Curtis-Smith, Curtis O. B. (1941–2014), US-amerikanischer Komponist
- Curtiss, Charles Francis (1921–2007), US-amerikanischer Chemiker
- Curtiss, David Raymond (1878–1953), US-amerikanischer Mathematiker
- Curtiss, Edward (1898–1970), US-amerikanischer Filmeditor
- Curtiss, Elden Francis (* 1932), US-amerikanischer Geistlicher, Alterzbischof von Anchorage
- Curtiss, Glenn (1878–1930), US-amerikanischer Rennfahrer, Luftfahrtpionier, Pilot und Unternehmer
- Curtiss, H. W. (1824–1902), US-amerikanischer Politiker
- Curtiss, James (1803–1859), US-amerikanischer Politiker
- Curtiss, John H. (1909–1977), US-amerikanischer Mathematiker
- Curtiss, Ursula (1923–1984), US-amerikanische Schriftstellerin
- Curtius Iustus, Gaius, römischer Konsul 150
- Curtius Rufus, Quintus, römischer Historiker
- Curtius Rufus, Quintus, römischer Suffektkonsul 43
- Curtius, Amalie (1780–1835), deutsche Schriftstellerin
- Curtius, Bartolomeus (1666–1738), Stadtarzt in Mailand, Mitglied der Leopoldina
- Curtius, Carl (1841–1922), deutscher Pädagoge, Historiker und Bibliothekar
- Curtius, Carl Georg (1771–1857), Syndikus des Rates der Hansestadt Lübeck
- Curtius, Ernst (1814–1896), deutscher Archäologe und Historiker
- Curtius, Ernst Robert (1886–1956), deutscher Gelehrter und Romanist
- Curtius, Friedrich (1851–1933), deutscher Verwaltungsjurist und Beamter, Landtagsabgeordneter, Amtsträger in der evangelischen Kirche
- Curtius, Friedrich (1896–1975), deutscher Internist
- Curtius, Friedrich (* 1976), deutscher Sportfunktionär
- Curtius, Friedrich Wilhelm (1782–1862), deutscher Chemie-Unternehmer
- Curtius, Georg (1820–1885), deutscher Philologe
- Curtius, Julius (1818–1885), deutscher Unternehmer und Kommunalpolitiker
- Curtius, Julius (1877–1948), deutscher Politiker (DVP), MdR, Reichswirtschaftsminister und ReichsaußenministerJulius Curtius (1877–1948)

Julius Curtius (1877–1948)

- Curtius, Katharina († 1629), deutsche Frau, als Hexe hingerichtet
- Curtius, Ludwig (1874–1954), deutscher Klassischer Archäologe
- Curtius, Mechthild (* 1939), deutsche Schriftstellerin und Literaturwissenschaftlerin
- Curtius, Michael Conrad (1724–1802), deutscher Philologe, Historiker und Hochschullehrer
- Curtius, Otto (1653–1726), deutscher Pfarrer von Golzheim
- Curtius, Paul (1849–1932), deutscher Jurist, Offizier und Autor
- Curtius, Paul Werner (1808–1838), deutscher evangelisch-lutherischer Geistlicher, Autor und Redakteur
- Curtius, Sebastian (1620–1684), deutscher reformierter Geistlicher, Theologe und Hochschullehrer
- Curtius, Theodor (1811–1889), deutscher Rechtsanwalt und Notar, später Senator und Bürgermeister der Hansestadt Lübeck
- Curtius, Theodor (1857–1928), deutscher Chemiker
- Curtius, Valentin (1493–1567), Theologe, Reformator
- Curtius, Wolfgang (1910–1996), deutscher Unternehmer
- Curtius-Noss, Natascha (* 1962), deutsche Kostümbildnerin
- Curtiz, Kitty (1915–2006), Lyrikerin und Autorin
- Curtiz, Michael (1886–1962), ungarisch-österreichisch-amerikanischer Filmregisseur
- Curtmann, Wilhelm (1802–1871), deutscher Gymnasiallehrer und Pädagoge
- Curtmann, Wilhelm (1833–1893), Landtagsabgeordneter Großherzogtum Hessen
- Curto, Arno Del (* 1956), Schweizer Eishockeyspieler und -trainerArno Del Curto (* 1956)

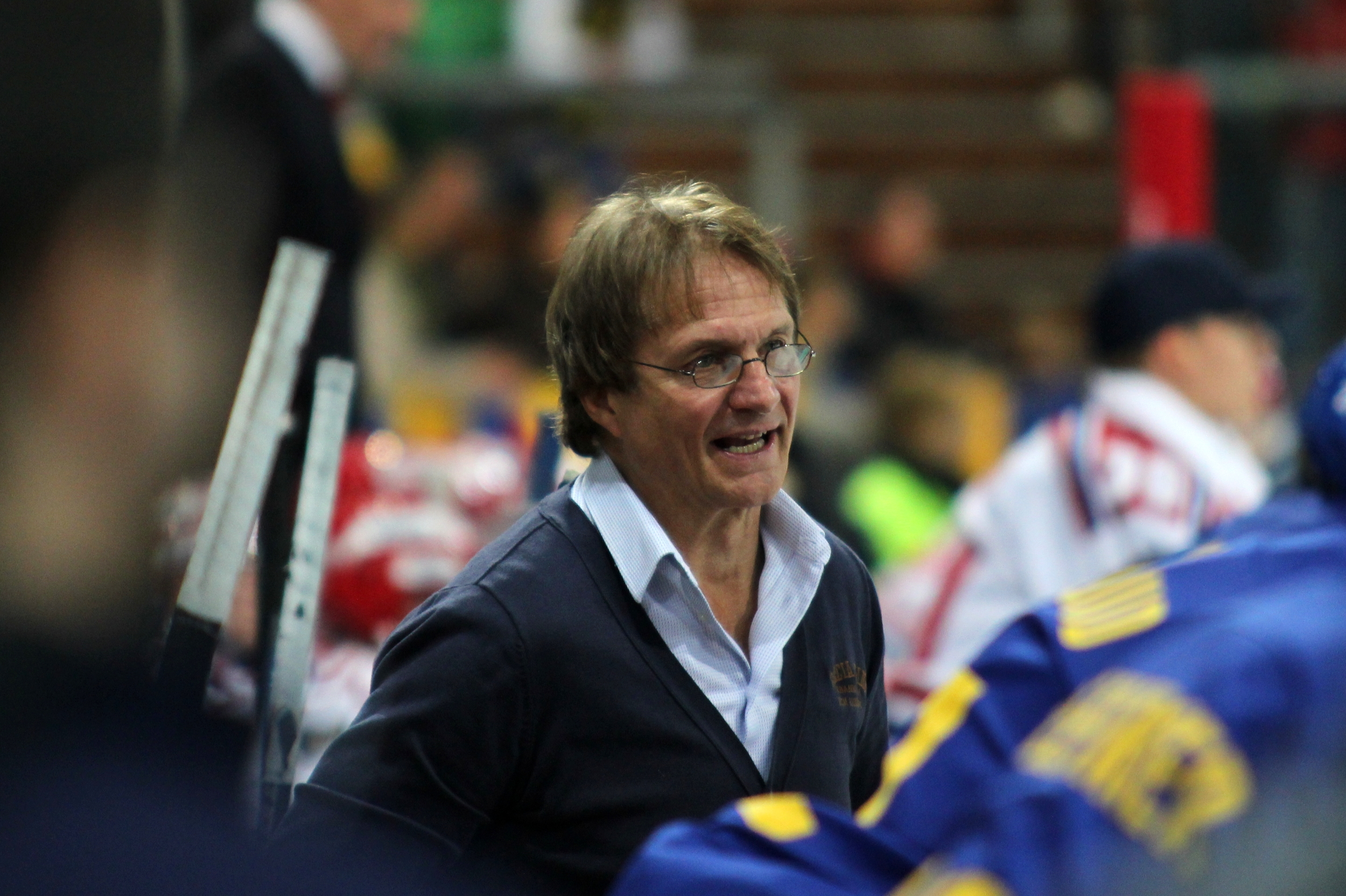
Arno Del Curto (* 1956)

- Curto, Manuel (* 1986), portugiesischer Fußballspieler
- Curtolo, Alberto (* 1984), italienischer Radrennfahrer
- Curtoni, Elena (* 1991), italienische Skirennläuferin
- Curtoni, Irene (* 1985), italienische Skirennläuferin
- Curtoni, Vittorio (1949–2011), italienischer Science-Fiction-Autor und Übersetzer
- Curty, Olivier (* 1972), Schweizer Politiker (CVP)
- Curtz, Albert (1600–1671), bayerischer Ordensgeistlicher, Jesuit, Schriftsteller und Übersetzer, sowie Astronom
- Curtze, Carl (1807–1855), deutscher Pfarrer und Abgeordneter
- Curtze, Christian (1773–1827), deutscher Landwirt und Politiker
- Curtze, Louis Friedrich Christian (1807–1870), deutscher evangelischer Geistlicher, Lehrer und Heimatforscher
- Curtze, Maximilian (1837–1903), deutscher Lehrer, Mathematikhistoriker, Copernicus-Forscher, Übersetzer und Herausgeber mathematischer Schriften

### Curu
- Curuchet, Gabriel (* 1963), argentinischer Radsportfunktionär und Radrennfahrer
- Curuchet, Juan Esteban (* 1965), argentinischer Bahn- und Straßenradrennfahrer
- Curuchet, Marcel († 2012), uruguayischer Musiker
- Çürükkaya, Selim (* 1954), kurdischer Schriftsteller und PEN-Mitglied
- Çürüksu, Numan (* 1984), türkischer Fußballspieler
- Curumin (* 1976), brasilianischer Musiker
- Ćuruvija, Marko (* 1981), serbischer Handballspieler

### Curv
- Curval, Philippe (1929–2023), französischer Science-Fiction-Autor, Illustrator und Wissenschaftsjournalist
- Curvelo, Frederico (* 1997), portugiesischer Sprinter
- Curvers, Alexis (1906–1992), belgischer Schriftsteller französischer Sprache
- Curvers, Roy (* 1979), niederländischer Radrennfahrer und Coach

### Curw
- Curwen, Daisy (1889–1982), britische Schwimmerin
- Curwen, John (1816–1880), englischer Musikpädagoge
- Curwen, Thomas († 1463), englischer Ritter
- Curwood, James Oliver (1878–1927), amerikanischer Schriftsteller

### Cury
- Cury, Augusto (* 1958), brasilianischer Arzt, Physiotherapeut, Psychiater und Schriftsteller
- Cury, Yasmin (* 1991), brasilianische Badmintonspielerin
- Curyło, Małgorzata (* 1994), polnische Sprinterin

### Curz
- Curzan, Claire (* 2004), US-amerikanische SchwimmerinClaire Curzan (* 2004)

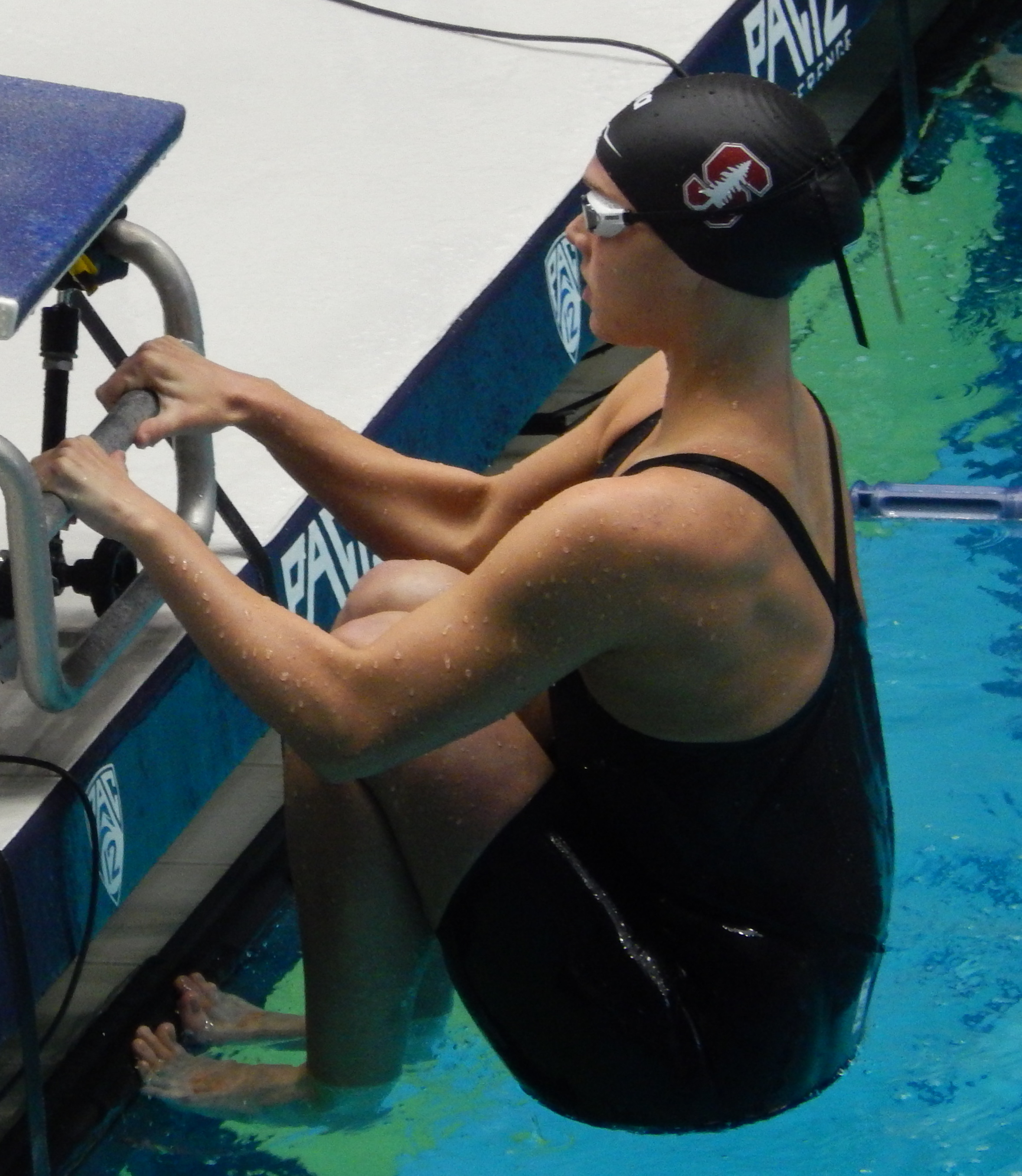
Claire Curzan (* 2004)

- Curzi, Cesare (1926–2023), US-amerikanischer Opernsänger
- Curzi, Denis (* 1975), italienischer Marathonläufer
- Curzi, Pierre (* 1946), kanadischer Schauspieler und Politiker
- Curzon, Alexandra Naldera (1904–1995), britische Adelige
- Curzon, Alfred de (1820–1895), französischer Genre- und Landschaftsmaler
- Curzon, Clifford (1907–1982), britischer Pianist
- Curzon, Cynthia Blanche (1898–1933), britische Adelige und Politikerin
- Curzon, Francis, 5. Earl Howe (1884–1964), britischer Automobilrennfahrer, Politiker, Mitglied des House of Commons und Offizier
- Curzon, Frederick, 7. Earl Howe (* 1951), britischer Geschäftsmann, Staatssekretär und Mitglied des Oberhauses
- Curzon, George, 1. Marquess Curzon of Kedleston (1859–1925), konservativer britischer Staatsmann und Vizekönig von Indien (1899–1905)George Curzon, 1. Marquess Curzon of Kedleston (1859–1925)

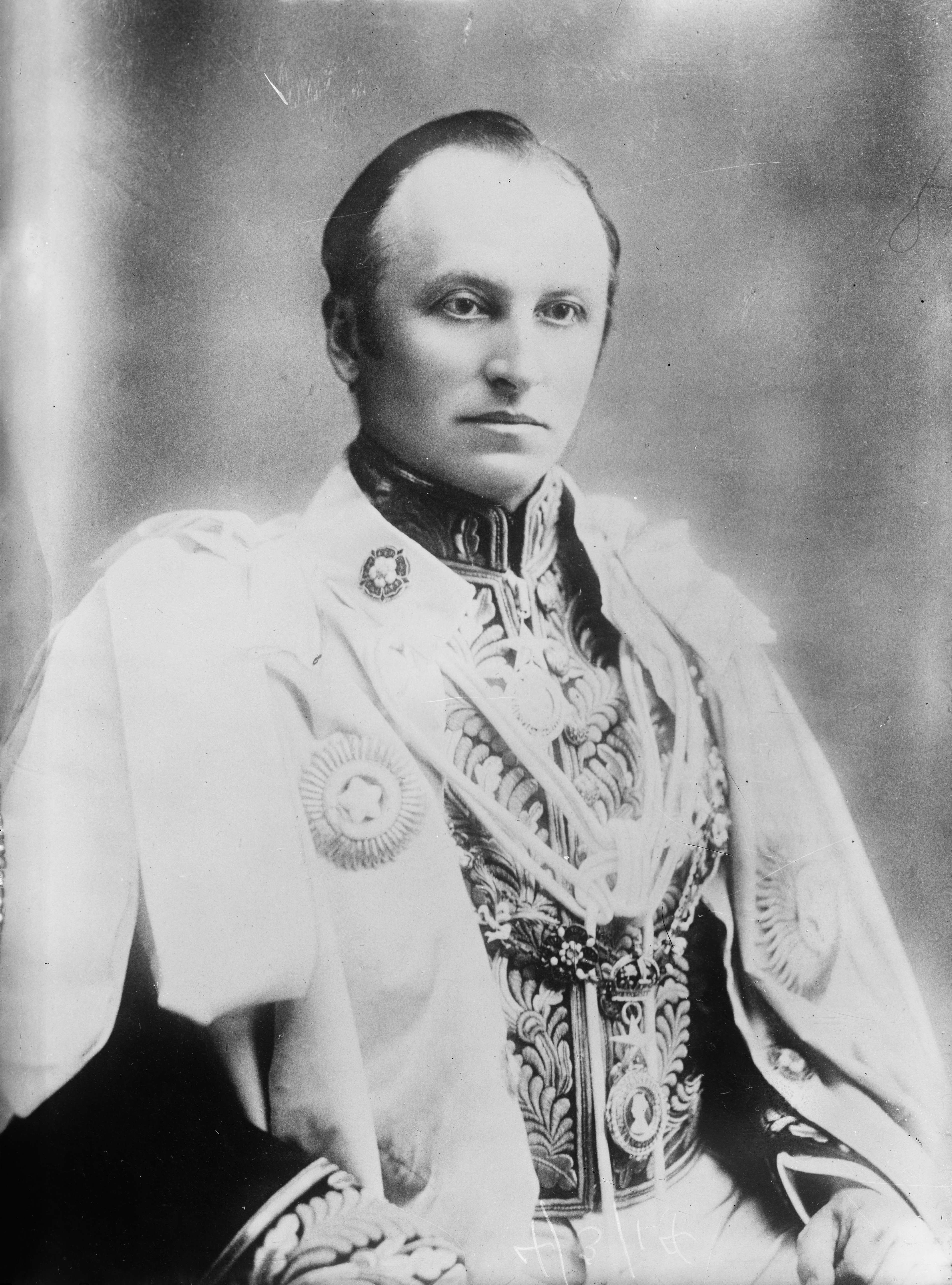
George Curzon, 1. Marquess Curzon of Kedleston (1859–1925)

- Curzon, Grace, Marchioness Curzon of Kedleston (1879–1958), US-amerikanisch-britische High-Society-Lady
- Curzon, Irene, 2. Baroness Ravensdale (1896–1966), britische Adlige und Mitglied des House of Lords
- Curzon, Mary, Baroness Curzon of Kedleston (1870–1906), Vizekönigin von Indien
- Curzon, Robert, 14. Baron Zouche (1810–1873), britischer Reisender, Reiseschriftsteller, Politiker, Diplomat und Büchersammler
- Curzon-Howe, Assheton Gore (1850–1911), britischer Admiral
- Curzon-Price, Victoria (* 1942), Schweizer Wirtschaftswissenschaftlerin